# 週刊少年ジャンプ
『週刊少年ジャンプ』（しゅうかんしょうねんジャンプ）は、集英社が発行する日本の週刊少年漫画雑誌。略称は『ジャンプ』・『WJ』 。1968年に『少年ジャンプ』として月2回刊誌として創刊し、翌1969年より週刊となり『週刊少年ジャンプ』に改名した。また、2014年9月22日よりアプリケーションとして『少年ジャンプ＋』を配信している。

## 概要
1968年7月11日に『少年ジャンプ』の名称で同年の8月1日号として創刊。創刊時は月2回（第2・第4木曜日）発売、1969年10月から週刊化された。2003年5月までは毎週火曜日発売、2024年現在は毎週月曜日発売。シンボルマークの海賊マーク（ジャンプパイレーツ）の名前は「ジャーニー」。1994年12月末発売の1995年3・4号で653万部という日本国内における漫画雑誌の最高発行部数を記録した。
雑誌キーワードは「友情・努力・勝利」。以前は全ての掲載作品のテーマにこの要素または繋がるものを最低1つ、必ず入れることが編集方針になっているとされていた。この標語は同誌の前身とも言える月刊漫画雑誌『少年ブック』の編集方針から受け継いだものであり、元は小学校4年生・5年生を対象にしたアンケート（「一番心あたたまる言葉」「一番大切に思う言葉」「一番嬉しい言葉」）によって決められたものである。しかし「少なくとも今はそんなテーマはないと思う」「少年マンガを作っていればそんなテーマは自然発生的に出てくる」という意見 を持っていたり、「一度も標榜したことはない」「大事なのは、作品が面白いかどうか。そして、対象の読者に伝わるかどうかだけ」と断言する編集者 もおり、現代では絶対的な要素ではない。なお、雑誌の名称である「ジャンプ」は同社編集者で立ち上げに関わり、のちに『トイレット博士』に登場するスナミ先生のモデルにもなった角南攻が適当に命名したものであり、「ホップ・ステップ・ジャンプ」に掛けたものといわれる。
紙面を超えた活動にも積極的で、『週刊少年ジャンプ』関連のオリジナルグッズを販売する店舗（ジャンプショップ）やウェブコミック配信サイト（ジャンプデジタルマンガ・少年ジャンプ+）、テーマパーク（J-WORLD TOKYO）、テレビ番組（サキよみ ジャンBANG!・特捜警察ジャンポリス）などを擁している。
2014年9月以降は電子書籍版でも紙媒体と同日配信しており、「少年ジャンプ+」のアプリケーションをインストールすれば有料で購入することができる。

## 歴史

### 創刊
1968年 - 1969年
1968年7月11日創刊。創刊号の公称発行部数は10万5000部。「父の魂」「男の条件」「ハレンチ学園」「男一匹ガキ大将」（1968年 -）、「デロリンマン」（1969年 -）などが連載。
1968年は11号まで、1969年は28号までの刊行だった。(増刊号含まず)
セックス&バイオレンスで躍進。最初の増刊号は1969年6月3日増刊のハレンチ学園大特集だった。

### 1970年代
1970年 - 1974年
1971年、公称発行部数が100万部を突破。1973年8月に『週刊少年マガジン』を抜いて雑誌発行部数で首位。「あらし!三匹」「ど根性ガエル」「トイレット博士」（1970年 -）、「侍ジャイアンツ」「荒野の少年イサム」「ライオンブックス」（1971年 -）、「アストロ球団」「マジンガーZ」（1972年 -）、「はだしのゲン」「包丁人味平」「プレイボール」「大ぼら一代」「女だらけ」（1973年 -）、「妖怪ハンター」（1974年 -）などが連載。
「ハレンチ学園」の影響で、全国の学校でスカートめくりなどの公然わいせつが流行したことにより、PTAや教育委員会などから猛抗議が来た。しかし『ジャンプ』は漫画表現の多様性という名の下に連載を続行。編集長（当時）長野規は教育評論家の阿部進と連携し、自ら積極的にテレビ番組やPTAの会合などに出向き『ハレンチ学園』を擁護した。
編集部は権力に負けずに連載を続けたとして誇りにしている節があり、『ジャンプ』30周年の時の特集でそのようなコメントが見られた。
1975年 - 1979年
「こちら葛飾区亀有公園前派出所」（1976年 -）は連載が40年続くロングラン作品となった。それ以外にも「1・2のアッホ!!」（1975年 -）、「悪たれ巨人」「東大一直線」（1976年 -）、「すすめ!!パイレーツ」（1977年 -）、「キン肉マン」（1979年 -）、「サーキットの狼」「ドーベルマン刑事」（1975年 -）、「リングにかけろ」「朝太郎伝」「ホールインワン」（1977年 -）、「コブラ」「さわやか万太郎」（1978年 -）、「私立極道高校」「テニスボーイ」（1979年 -）などが連載。
1978年、公称発行部数が200万部を突破。

### 1980年代
1980年 - 1983年
1980年、公称発行部数が300万部を突破。「Dr.スランプ」「山崎銀次郎」「激!!極虎一家」「3年奇面組」（1980年 -）、「キャプテン翼」「キャッツ♥アイ」「ストップ!! ひばりくん!」「ブラック・エンジェルズ」（1981年 -）、「風魔の小次郎」「キックオフ」「よろしくメカドック」（1982年 -）、「ウイングマン」「シェイプアップ乱」「天地を喰らう」「北斗の拳」「銀牙 -流れ星 銀-」（1983年 -）などが連載。
1984年 - 1986年
1984年1・2合併号より、創刊以来使用されていた誌名ロゴを一新する。1983年に発売されて読者層に注目されたファミリーコンピュータのゲームソフト紹介コーナーが「ファミコン神拳」を皮切りとして登場した。1984年12月の年末最終号（1985年3・4合併号）で公称発行部数が400万部を突破。「きまぐれオレンジ☆ロード」「男坂」「ドラゴンボール」（1984年 -）、「シティーハンター」「ついでにとんちんかん」「魁!!男塾」（1985年 -）、「聖闘士星矢」「赤龍王」「空のキャンバス」「県立海空高校野球部員山下たろーくん」（1986年 -）などが連載。
1987年 - 1989年
1988年2月23日発売の1988年13号で創刊号から1000号を達成し、この年に創刊20周年を迎える。さらには1988年12月の年末最終号（1989年3・4合併号）で公称発行部数が500万部を突破。「ジョジョの奇妙な冒険」「燃える!お兄さん」「ゴッドサイダー」「THE MOMOTAROH」（1987年 -）、「BASTARD!! -暗黒の破壊神-」「ろくでなしBLUES」「ジャングルの王者ターちゃん」「神様はサウスポー」「まじかる☆タルるートくん」「ボクはしたたか君」（1988年 -）、「DRAGON QUEST -ダイの大冒険-」「電影少女」（1989年 -）などが連載。

### 1990年代
1990年 - 1993年

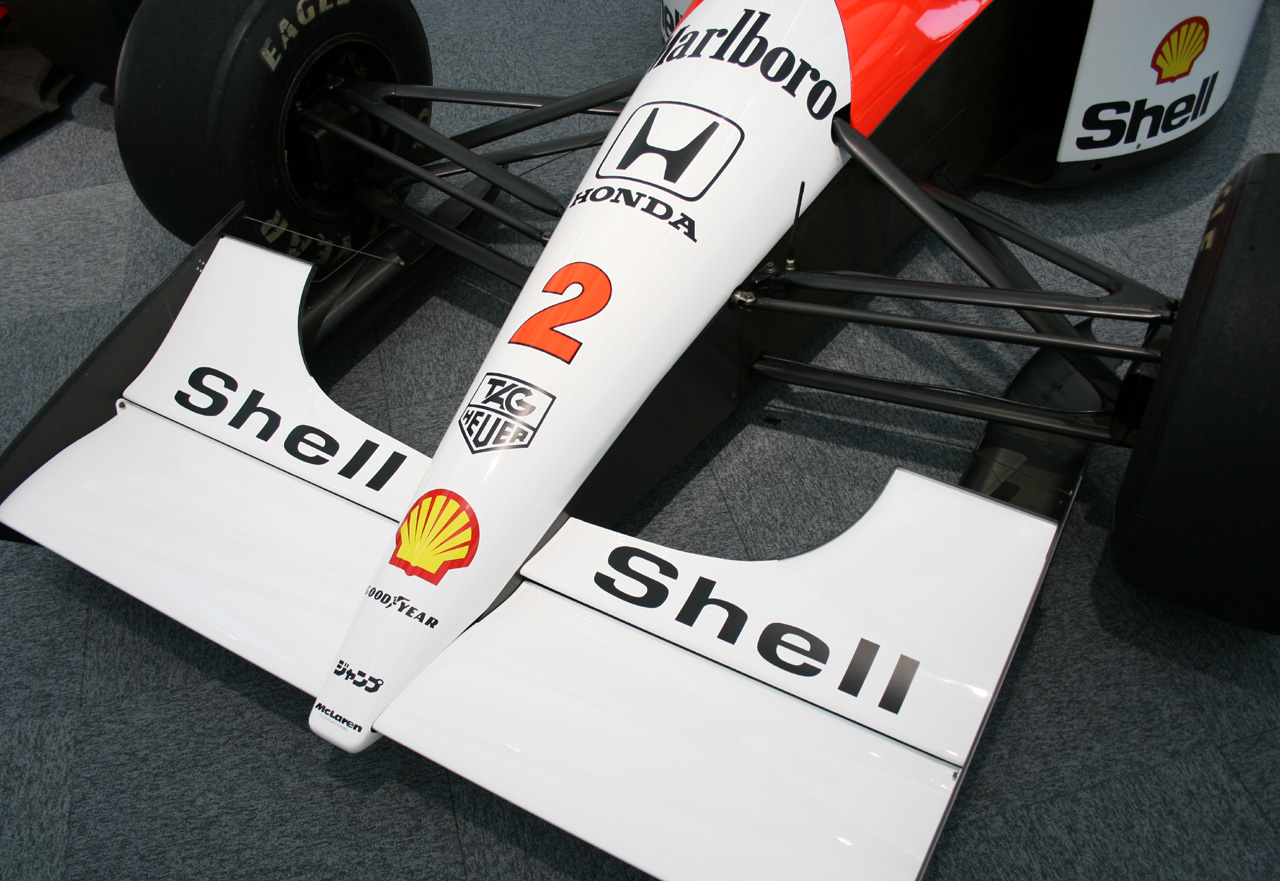
1991年のマクラーレンF1カー「MP4/6」。フロントノーズに「ジャンプ」ロゴが貼られている。

「花の慶次」「SLAM DUNK」「珍遊記 -太郎とゆかいな仲間たち-」「幽☆遊☆白書」（1990年 -）、「アウターゾーン」「ペナントレース やまだたいちの奇蹟」（1991年 -）、「モンモンモン」「ボンボン坂高校演劇部」「BØY」「究極!!変態仮面」（1992年 -）、「地獄先生ぬ〜べ〜」「NINKU -忍空-」「とっても!ラッキーマン」「D・N・A² 〜何処かで失くしたあいつのアイツ〜」（1993年 -）などが連載。
1990年からゴールデンウィークに合併号が発刊されるようになった。また、1991年からはお盆の合併号が刊行開始。その前のお盆の合併号は1972年に34･35合併号が一度あったのみだった。
1990年から1992年までF1チーム『マクラーレン・ホンダ』のスポンサーになり、巻頭のカラーページに特集記事が組まれる。同時にF1を題材とした作品が数点掲載された。
最終ページのもくじ表記が1992年より表記がCONTENTSに変更された。
1993年31号で創刊25周年を迎える。記念イベントとしてこの年の夏休みに、創刊以来最大規模となるイベント「週刊少年ジャンプ創刊25周年特別企画 ジャンプマルチワールド」を東京後楽園で開催。19日間の開催期間で約16万人を動員した。公称発行部数は1991年3・4号で602万部を突破。週刊誌が全国紙の発行部数を抜いたとして一般メディアも報道する。
1994年 - 1996年
「王様はロバ〜はったり帝国の逆襲〜」「るろうに剣心 -明治剣客浪漫譚-」「みどりのマキバオー」（1994年 -）、「陣内流柔術武闘伝 真島クンすっとばす!!」「レベルE」「セクシーコマンドー外伝 すごいよ!!マサルさん」（1995年 -）、「WILD HALF」「幕張」「封神演義」「遊☆戯☆王」（1996年 -）などが連載。
1994年11号から綴じ方が変更になった。1994年10号まではホチキス止めだったが、この号より広く見やすくなった。
1994年12月の1995年3・4号で653万部の歴代最高部数を達成するが、その後1995年25号で「ドラゴンボール」、1996年27号で「SLAM DUNK」と、看板作品が立て続けに終了し、公称発行部数が減少に転ずる。1996年52号で、「こちら葛飾区亀有公園前派出所」が本誌初の連載1000回に到達した。
| 作品名                           | 作者         | 原作者   | その他         |
| -------------------------------- | ------------ | -------- | -------------- |
| SLAM DUNK                        | 井上雄彦     |          | 巻頭カラー     |
| SHADOW LADY                      | 桂正和       |          | 読切           |
| MIND ASSASSIN                    | かずはじめ   |          |                |
| ドラゴンボール                   | 鳥山明       |          |                |
| みどりのマキバオー               | つの丸       |          |                |
| とっても!ラッキーマン            | ガモウひろし |          |                |
| るろうに剣心 -明治剣客浪漫譚-    | 和月伸宏     |          |                |
| ボンボン坂高校演劇部             | 高橋ゆたか   |          |                |
| NANPO U DEN -南方遊伝-           | 梅澤春人     |          | 読切           |
| 地獄先生ぬ〜べ〜                 | 岡野剛       | 真倉翔   |                |
| ジョジョの奇妙な冒険             | 荒木飛呂彦   |          |                |
| キャプテン翼 ワールドユース編    | 高橋陽一     |          |                |
| こちら葛飾区亀有公園前派出所     | 秋本治       |          |                |
| 新ジャングルの王者ターちゃん     | 徳弘正也     |          |                |
| DRAGON QUEST -ダイの大冒険-      | 稲田浩司     | 三条陸   | 監修・堀井雄二 |
| 影武者徳川家康                   | 原哲夫       | 隆慶一郎 |                |
| NINKU -忍空- SECOND STAGE        | 桐山光侍     |          |                |
| RASH!!                           | 北条司       |          |                |
| ろくでなしBLUES                  | 森田まさのり |          |                |
| BØY                              | 梅澤春人     |          |                |
| BAKUDAN                          | 宮下あきら   |          |                |
| 王様はロバ〜はったり帝国の逆襲〜 | なにわ小吉   |          |                |

1997年 - 1999年
発行部数がこれまでの公称から印刷証明付部数（実際に発行した証明のある部数）に切り替わる。その結果、1997年48号で『週刊少年マガジン』に発行部数を抜かれる。「花さか天使テンテンくん」「I"s」「世紀末リーダー伝たけし!」「ONE PIECE」「明稜帝 梧桐勢十郎」（1997年 -）、「ROOKIES」「ホイッスル!」「HUNTER×HUNTER」「シャーマンキング」「ライジングインパクト」（1998年 -）、「ヒカルの碁」「テニスの王子様」「NARUTO -ナルト-」（1999年 -）などが連載。部数の降下傾向は続くものの、『週刊少年マガジン』についで2位は維持。また、1998年1号からは14年間使用した誌名ロゴの変更、経済面を考慮し表紙のギミックを廃止するなどの試行錯誤が続いた。

### 2000年代
2000年 - 2004年
「SAND LAND」「BLACK CAT」「ピューと吹く!ジャガー」（2000年 -）、「ボボボーボ・ボーボボ」「Mr.FULLSWING」「BLEACH」（2001年 -）、「いちご100%」「アイシールド21」（2002年 -）、「武装錬金」「DEATH NOTE」（2003年 -）、「銀魂」「家庭教師ヒットマンREBORN!」「D.Gray-man」「ムヒョとロージーの魔法律相談事務所」（2004年 -）などが連載。
1998年（平成10年）から開設した公式サイト「POP WEB JUMP」が拡張を続け「デジタルマンガ部門」が新設、サイト上で漫画を連載させるなど新しい試みが行われたほか、2000年からジャンプフェスタが毎年開催され、イベント限定グッズの販売や連載作家を招待するなどしている。
漫画業界全体の発行部数が落ち込む中、2002年（平成14年）8月に『週刊少年マガジン』を抜いて再び漫画誌の発行部数1位となる。「ドラゴンボール」終了後から減少した実売率も、94～95%に回復した。
2005年 - 2009年
「魔人探偵脳噛ネウロ」「太臓もて王サーガ」「べしゃり暮らし」（2005年 -）、「To LOVEる -とらぶる-」「エム×ゼロ」「P2! - let's Play Pingpong! -」（2006年 -）、「サムライうさぎ」「ぼくとわたしの勇者学」「SKET DANCE」「初恋限定。」「PSYREN -サイレン-」（2007年 -）、「ぬらりひょんの孫」「トリコ」「バクマン。」「いぬまるだしっ」「黒子のバスケ」（2008年 -）、「べるぜバブ」「めだかボックス」「保健室の死神」（2009年 -）などが連載。
2008年の34号で創刊40周年を迎え、同年48号にて創刊号から通算2000号を達成。連載作品の単行本売り上げは好調に推移した。
誌面を越えた活動の一環として2009年4月3日から、テレビ東京系列毎週金曜日18:00〜18:30に『週刊少年ジャンプ』・『ジャンプスクエア』・『Vジャンプ』共同のジャンプ専門情報番組『サキよみ ジャンBANG!』を放送した（2014年3月28日に放送終了）。

### 2010年代
2010年 - 2014年
「クロガネ」「ニセコイ」（2011年 -）、「ハイキュー!!」「斉木楠雄のΨ難」「暗殺教室」「食戟のソーマ」「新米婦警キルコさん」（2012年 -）、「ワールドトリガー」「SOUL CATCHER(S)」「磯部磯兵衛物語〜浮世はつらいよ〜」（2013年 -）、「火ノ丸相撲」「僕のヒーローアカデミア」（2014年 -）などが連載。
2010年の2号で印刷証明付発行部数が300万部に復帰。
2011年3月11日に発生した東北地方太平洋沖地震（東日本大震災）の影響で17号が臨時休刊（発売延期）。この出来事が発行と連載作品の発表方法に大きな影響を与えたと同時に、週刊少年ジャンプの根強い人気を世に見せた。詳細は東日本大震災と週刊少年ジャンプを参照のこと。
2013年、創刊45周年を記念してテーマパーク「J-WORLD TOKYO」（東京サンシャインシティ）を開園。2013年33号（創刊45周年記念号）では史上初めてデジタル版が発売同日に電子書籍で有料配信された。
2014年9月22日、マンガ雑誌アプリ「少年ジャンプ+」を創刊。これ以降、発売当日に電子版が有料配信されるようになる。
2015年 - 2019年
「鬼滅の刃」（2016年 -）がテレビアニメ化された後に各メディアで取り扱われるなど高い人気を獲得、社会現象と呼ばれるほどのヒットになる。他にも、「ブラッククローバー」「背すじをピン!と〜鹿高競技ダンス部へようこそ〜」「左門くんはサモナー」（2015年 -）、「ゆらぎ荘の幽奈さん」「BORUTO-ボルト- -NARUTO NEXT GENERATIONS-」「約束のネバーランド」「青春兵器ナンバーワン」（2016年 -）、「ぼくたちは勉強ができない」「Dr.STONE」「トマトイプーのリコピン」（2017年 -）、「アクタージュ act-age」「呪術廻戦」「思春期ルネサンス!ダビデ君」「ジモトがジャパン」（2018年 -）、「チェンソーマン」「夜桜さんちの大作戦」「ミタマセキュ霊ティ」（2019年 -）などが連載。
2016年、「こちら葛飾区亀有公園前派出所」が40年に渡る長期連載に幕を閉じた。少年漫画雑誌最長の連載記録であり、マスメディアにも大きく取り上げられ、最終話が掲載された42号は5日も経たず完売状態となり、12月31日に創刊以来初の重版 が発売された。
2017年、創刊50周年を記念した「週刊少年ジャンプ展」が、翌2018年に跨り全3回に分けて六本木ヒルズで開催 された他、『復刻版 週刊少年ジャンプ』が発売された。一方で、1～3月の印刷部数（電子版含まず）が1978年に突破して以来、維持していた200万部を割った。
2018年7月に発生した平成30年7月豪雨の影響により、7月9日発売分の32号の配送が被災地を中心に大幅な遅延、未配達という事態が発生した。そのため、インターネット上で同号の無料配信が7月17日から31日にかけて実施された。
2019年4月8日から6月10日の期間限定で、本誌と『週刊少年マガジン』の連載作品約150タイトルを無料で読むことができるウェブサイト『ジャンマガ学園』を立ち上げた。『少年ジャンプ+』と『マガジンポケット』との、史上初めての共同企画だった。

### 2020年代
2020年 -

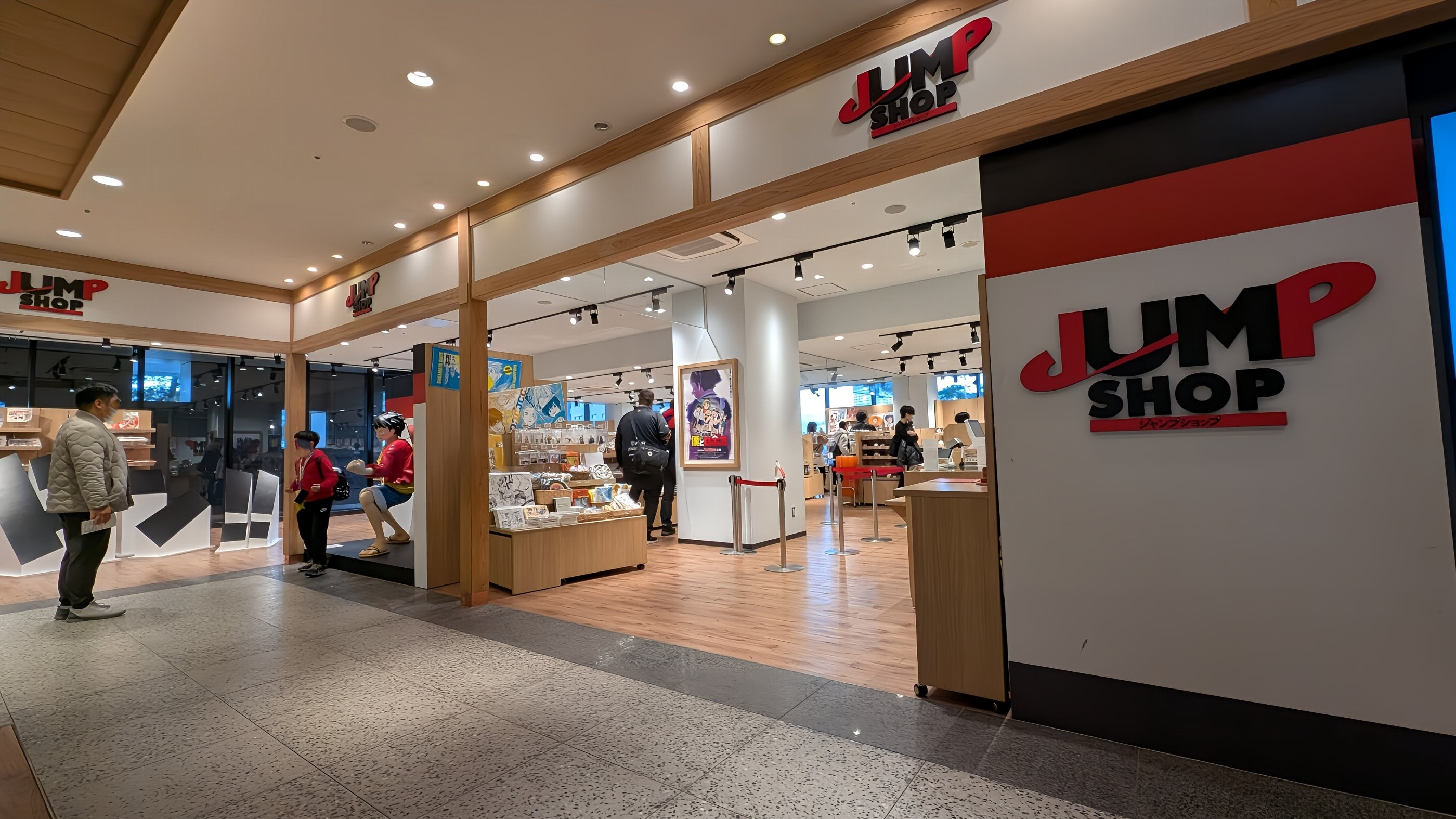
JUMP SHOP東京ソラマチ(2022年7月リニューアル)

「AGRAVITY BOYS」「アンデッドアンラック」「マッシュル-MASHLE-」「森林王者モリキング」「あやかしトライアングル」「破壊神マグちゃん」「灼熱のニライカナイ」「僕とロボコ」「BURN THE WITCH」「仄見える少年」「高校生家族」「SAKAMOTO DAYS」（2020年 -）、「逃げ上手の若君」「ウィッチウォッチ」「アオのハコ」「PPPPPP」（2021年 -）、「あかね噺」「ルリドラゴン」「一ノ瀬家の大罪」「暗号学園のいろは」（2022年 -）、「キルアオ」「鵺の陰陽師」「カグラバチ」（2023年 -）、「超巡!超条先輩」「願いのアストロ」「悪祓士のキヨシくん」「ひまてん!」「魔男のイチ」「しのびごと」「シド・クラフトの最終推理」（2024年 -）などが連載。
2020年3月、新型コロナウイルスの感染拡大防止措置とし、全国の公立小中学校を臨時休校とする要請が公立小中学校に渡されたため、2020年1～13号までのインターネット上での無料配信を同月31日まで実施することを発表した。
2020年4月8日、編集部に勤務する40代社員に新型コロナウイルス感染の疑いがあることを公表。これに伴い4月20日発売予定の21号を翌週の27日に21・22号合併号として発売することを発表した。
2020年5月11日、作家へのコロナ対策の影響により連載漫画の休載が増えることを明かした。
2020年5月15日、集英社の「週刊少年ジャンプ」「ジャンプSQ.」マンガ誌アプリ「少年ジャンプ＋」の編集部は漫画家、漫画家志望者を対象とした漫画制作の講座「週刊少年ジャンプ・ジャンプSQ.・少年ジャンプ＋ present ジャンプの漫画学校」を合同で創設することを発表。
2021年13号から短編読み切り枠『ジャンプ・ショート・フロンティア』がスタート。
2022年7月、『週刊少年ジャンプ』と『週刊少年サンデー』 の共同企画として、『ONE PIECE』の尾田栄一郎と『名探偵コナン』の青山剛昌のスペシャル対談が行われ、これを記念としたコラボレーション企画として、同年発売の『週刊少年ジャンプ』34号の表紙に名探偵コナンの登場人物である安室透の、同じく同年発売の『週刊少年サンデー』35号の表紙にONE PIECEの登場人物であるロロノア・ゾロのイラストが掲載されている。なお、週刊少年ジャンプに集英社以外の他誌のキャラクターのイラストが掲載されるのは初のケースとなる。
2023年時点での原稿料（1ページ）は、モノクロが18700円以上、カラーが28050円以上としている。

## 特徴

### 読者層
| 週刊少年ジャンプの読者層（2012年） | 週刊少年ジャンプの読者層（2012年） | 週刊少年ジャンプの読者層（2012年） | 週刊少年ジャンプの読者層（2012年） | 週刊少年ジャンプの読者層（2012年） |
| ---------------------------------- | ---------------------------------- | ---------------------------------- | ---------------------------------- | ---------------------------------- |
|                                    |                                    |                                    |                                    |                                    |
| 9才 以下                           | 9才 以下                           |                                    | 5.1%                               | 5.1%                               |
| 10 - 15才                          | 10 - 15才                          |                                    | 63%                                | 63%                                |
| 16才以上                           | 16才以上                           |                                    | 31.9%                              | 31.9%                              |

編集部は小中学生男子を主な読者対象として想定している。売上最盛期である1980年 - 1990年代は人口の多い団塊ジュニア世代が読者層の中心にあたり、この世代の男性の多くにとってなじみ深い漫画誌とされている。2012年の調査では、読者構成は中学生を中心として小学校高学年から高校生が主であり、『週刊少年マガジン』（講談社）・『週刊少年サンデー』（小学館）・『週刊少年チャンピオン』（秋田書店）よりも低年齢寄りである。2012年9月時点では男女比が約8対2、年齢層は9歳以下が5.1%、10 - 15歳が約63%、16歳以上が31.9%となっている。また、集英社広報によると2009年時点で読者アンケートのうち7割を10代が占めているという。

### 掲載作品
少年層が共感しにくい大人向けなどジャンプと合わない作品は編集者が良作と感じても掲載できないため、新人の持ち込みに対してはグランドジャンプの新人賞や少年ジャンプ+へ誘導するなどのフォローを行っている。また連載中の作品でも、作風と読者対象、連載ペースなどを考慮し青年向けや月刊の派生誌へ移籍して継続する場合もある。

### 装丁
表紙は基本的に連載漫画作品が担当している。表紙に選ばれる作品は新連載や周年を迎えた作品が多い。2018年14号時点で表紙を飾った回数が最も多いキャラクターは『ONE PIECE』のモンキー・D・ルフィで、計336回飾っている。2018年36・37号の表紙は、同号掲載の漫画作品のキャラクターに加え、ポップ・ロックバンド・サザンオールスターズのイラストが表紙を飾る。合併号では複数作品のキャラクターが並ぶ「集合表紙」となるが、休刊によるズレなどで通常号に使われることもある。
背表紙も基本的に表表紙の作品が飾っている。連載10周年などを迎えた作品が1年を通じて背表紙イラストを独占することもある。
1970年代後半から1980年代前半までと、1990年代の一時期は他社の週刊少年漫画誌と同じく女性アイドルによる表紙・グラビアやスポーツ選手が表紙・巻頭を飾ることもあったが1996年を最後に、以降は例外的に連載作品の実写化を演じた俳優やキャラクターのコスプレ姿が掲載される程度でほぼない。本誌内では2色の情報ページなどで劇場公開直前の映画特集や、連載中の作品がアニメ化された場合にその声優や制作スタッフを紹介する特集、スポーツ選手の特集やインタビュー記事が掲載されることもある。
1994年11号からは、創刊以来ホチキス止め(平綴じ)であった綴じ方が無線綴じに変更され、ページ中央まで開くようになった。
2012年18号では「W（ダブル）巻頭カラー」と称して表表紙と裏表紙で上下を逆さまにし、表表紙は『めだかボックス』、裏表紙は『黒子のバスケ』と2作が同時に表紙・巻頭を飾った。

## 編集方針
以下に挙げられている新人契約制度やアンケートシステムに関する詳細は、『少年ジャンプ』草創期に編集長（3代目）を務めた西村繁男の著した書籍「さらばわが青春の『少年ジャンプ』」内に詳しい記述があるが、時代に合わせて変化している。

### 新人の登用と専属契約制度
創刊以来、新人作家を積極的に登用し続けている。これは創刊時点で後発だったことから、当時の他誌で人気作品を連載している漫画家を確保出来ず、連載作家のほぼ全員を新人で揃えることになったことに由来する。この方針は、週刊少年漫画雑誌で最大部数を誇るようになってからも継承されており、現在でも編集部は新人育成に力を入れている。近年ではデビューを目指す漫画家志望者に対し、現役の連載作家や編集部員を講師に招いた『ジャンプの漫画学校』を開催している。近年では他誌で連載経験のある作家の獲得も行っている。
本誌でデビューした作家は必ず集英社と専属契約を結ぶ。この契約が結ばれている間、作家は原稿料と別に契約料を貰える代わりに、他の出版社での仕事や専属契約終了後を見越した交渉をすることすらできない。各作品の欄外における「○○先生の漫画が読めるのはジャンプだけ!」などの煽りはこの契約によるものである。講談社でデビュー済だったが、『ハレンチ学園』でブレイクした永井豪が他誌でも連載を開始し、危機感を持った編集長（当時）長野規が発案した。『男一匹ガキ大将』を連載していた本宮ひろ志と最初に契約が結ばれた。しかし、本来の最終回を西村により勝手に修正され、不本意な連載延長を強いられたため、本宮は専属契約を解除、週刊少年マガジンで『群竜伝』の連載を開始。更に『男一匹ガキ大将』の文庫版から該当部分以降を削除した（電子書籍版では復活）。このような編集者による作品への過剰な介入や人間関係が問題となった事例もある。
西村は集英社退社後に自著で「漫画家に対する執筆保証の項目がない他、契約期間中は他誌との執筆交渉すらできないという点で、極めて編集部に有利な契約である」とこの制度の問題点を指摘している。ジャンプと同じく専属契約制度がある週刊少年マガジンでデビューし専属契約の経験を持つ赤松健は、作家1人につき3人の編集者が意見を出すマガジンや、専属契約制度が無いためジャンプより作家と編集者の結びつきがゆるい週刊少年サンデーと比較し、合わない編集者が当たった場合ジャンプの作家環境は辛いのではないかと発言している。
契約を解除すれば移籍は可能であるため、打ち切り後に契約を解除し他社に移籍した作家（濱田浩輔など）もいる。
漫画家単独ではなく漫画原作者と作画の2人体制よる連載もあり、『北斗の拳』（原作：武論尊、作画：原哲夫）などのヒット作も生まれている。漫画原作者には漫画家（西修）の他、小説家（西尾維新）や元編集者（遠崎史朗）が起用された例もある。人材発掘のため「ジャンプ原作大募集」「梶原賞」「ストーリーキング」など、漫画原作者の新人賞を断続的に開催している。

### アンケート至上主義と打ち切り
週刊少年ジャンプは他誌と比較しても、読者アンケートを参考にして編集の方針を定める傾向が強い。アンケートによる評価は作家の実績・経歴に関係なく平等に適用され、「アンケート至上主義」と呼ばれる。このため、一世を風靡した作品・作家でもアンケートが悪いと連載が打ち切られることがある。例として『ボボボーボ・ボーボボ』の澤井啓夫、『黒子のバスケ』の藤巻忠俊、『ぬらりひょんの孫』の椎橋寛、『NARUTO -ナルト-』の岸本斉史、『トリコ』の島袋光年、『べるぜバブ』の田村隆平、『食戟のソーマ』の附田祐斗・佐伯俊などはヒット作の次に連載した作品の人気が低迷し短期間で連載を終了している。ただしある程度の人気作は本誌連載が打ち切られても単行本、増刊号・派生誌、アプリ版などに完結編を掲載することも多い。打ち切りが決定した作家にも担当の編集者が付き次回作に向けてのサポートがあることから、作品の打ち切りが作者の戦力外通告ではない。『魔少年ビーティー』が10週で打ち切られた荒木飛呂彦は連載終了後に編集者とアンケートを分析することで好評だった要素を見つけ出し、代表作となる『ジョジョの奇妙な冒険』に繋げている。
松井優征は、アンケートはグライダーのように次第に高度（人気）が下がっていき、対策を取らなければ着地（最下位）して終了（打ち切り）になるが、上昇気流（人気となる要素）を掴めば高度（人気）が一時的に回復、また下がっていく、を繰り返すと語っている。
掲載順も基本的にアンケート上位の作品であるほど前になるが、アンケート結果が厳格に運用されて構成されるわけではなく、編集部の販売戦略やデータマイニング、メディアミックスのタイミングなども加味して誌面・作品の構成が左右されることがある。
西村繁男は「アンケートが2位以下の作品はすべて終了候補である」と言い切っている。真倉翔・岡野剛は「アンケートの結果に基づき作品の内容を変えたり、あらゆる創意工夫が求められ、いつ連載を打ち切られるか、常に心配していた」と言及している（『地獄先生ぬ〜べ〜』文庫版）。一方、打ち切りに備えて完結に至る展開をあらかじめ複数構想している作家もおり、和月伸宏は『るろうに剣心 -明治剣客浪漫譚-』の連載前に「30週で連載終了した場合」を想定した短期間で完結する構成を用意していた（後に再構成した『キネマ版』を発表している）。武論尊は『北斗の拳』が短期間で終わる事も想定し、連載当初は17週で終了する程度での構想で開始し、それ以降はその場の流れで書き続けたと後に発言している。三条陸は『DRAGON QUEST -ダイの大冒険-』の連載開始当初、最悪10週で打ち切りになることも念頭において、ダイとポップの旅立ちがちょうど10話目になるように構成した。人気が出たことによりその10話目が巻頭カラーとなり、国民的ゲームの漫画化でプレッシャーも大きかっただけに、1番胸を撫で下ろした瞬間だったという。荒木飛呂彦は『ジョジョの奇妙な冒険第3部』において、主人公の一行に途中から少女を加え、成長させる予定であったが、当時は受け入れられなかったため早期に退場させたとしている。
2018年の基準では、基本的にコミック1～2巻の売り上げが一定に達しない場合に打ち切りとなるが、紙媒体とアプリ、作家や作風などの違いも考慮されるため明確な数字は挙げられないとしている。ただし『THE COMIQ』（全1巻）や『バオー来訪者』（全2巻）のように、企画段階から短期で完結させる予定の作品（短期集中連載）も不定期に掲載されている。このような作品を除き、史上最も早く連載が打ち切りとなった作品は澤井啓夫『チャゲチャ』（2008年）の8週である。
連載を開始した作家は長期的な展開よりも、アンケートによる瞬間的な人気を重視する編集方針への対応が求められ、そのためにテクニックも考案されている。人気を維持するため突飛な設定や急展開を繰り返した車田正美は「自分の漫画に必要なのは起承転結ではなく、いかに読者を驚かせるかだ」と語っている。また、尾田栄一郎は「『読者は5年で入れ代わるもの』それが長期エンタメのセオリーです。（中略）いつか去っていく人達であり自分に『おごるな』と言い聞かせていた。」と語っている。
結果としてアンケートが連載期間のみならず内容にも影響を与えるという方針が合わないと感じる作家もおり、週刊少年ジャンプでデビューし2度の連載経験がある濱田浩輔は専属契約を解除して他社の月刊誌へ移籍後、ヒット作を生み出した。

### ジャンプナイズ
「友情」「努力」「勝利」のテーマや少年漫画らしい画風が求められるため、画風やストーリーを誌面に合わせる「ジャンプナイズ（ジャンプ化）」が行われることもある。
イラストレーター出身の出水ぽすかは、『約束のネバーランド』の連載にあたり絵柄をジャンプ作品に寄せようとしたが上手くいかず、初期は普段イラスト投稿サイトに上げるようなタッチで描いていた。しかし『ハイキュー!!』や『鬼滅の刃』など、同時期に連載されていた作品を参考に徐々にジャンプナイズしていったという。

## 作品のメディアミックス
集英社は自らメディア化に関与をすることは少なく、特に映像化に関しては良い条件でオファーが来て初めて映像化する方針を採っている。一方で小説化・VOMIC化などは自社媒体で行われている。

### テレビ・Webアニメ化
人気作品の大半はテレビアニメ化され、2010年代以降から地上波に代わる全国放送として衛星放送（BS・ CS）でも放送されている。2020年代からはテレビではなくWebアニメとして配信されるケースも増えている。
劇場映画・OVAで展開される作品もあり、『ドラゴンボール』『ONE PIECE』『NARUTO -ナルト-』『BLEACH』などのように日本国外でも高い人気を誇る作品もある。
最初期を除く1970年代までのジャンプ編集部は、作品をテレビアニメで無料放送すると、読者が満足して雑誌・単行本が売れなくなると懸念していた。しかし、連載作品の『Dr.スランプ』に対して複数のテレビ局からオファーがあり、フジテレビ編成局長（当時）・日枝久が何度も集英社を訪ね、その熱烈な要望に集英社が折れてアニメ化が許諾された。『Dr.スランプ アラレちゃん』（1981年放映開始）の放送により販売促進・版権など予想を超える収益を得たため、これより集英社は自社作品のアニメ化に積極的になる。
他誌のアニメ・ドラマ化作品に比べて全日帯アニメが多い。その一方で、全日帯にこだわり続けた結果、深夜アニメへの進出は他誌より遅れを取っていたが、2000年代に入ると少子化や生活スタイルの変化などで全日帯の放送枠が縮小した影響を受けて、2010年代から次第に深夜枠での放送が増加するようになった。
特殊な事例として『斉木楠雄のΨ難』はシーズンごとに放送形態が異なり、1期は『おはスタ』で放送され、翌週に5話まとめて深夜に放送するという変則的な放送形態を採っていた。2期は深夜のみの放送になり、完結編は朝に放送され、Ψ始動編はNetflix独占となった。
全てのキー局で作品をアニメ化した実績があり、2010年代に入るとTBSの在阪局であるMBS制作でのアニメ化が増えているが、一部はUHFアニメとしてTOKYO MXなどの地方局やBS11にて放送される作品もある。『ハイキュー!!』や『食戟のソーマ』のように、第1期はTBS系で放送されたのに対し、第2期はUHFアニメとして放送されたりと、シーズン毎のネット形態が異なることもあるが、BSでは全国放送が可能であるため、ネット局や時間帯の変更はあまり問題にならない。
NHKでは2010年に初めてジャンプの新作アニメ作品である『バクマン。』が放送された。
2012年、週刊少年ジャンプのテレビアニメ第1話だけを収録した『ジャンプスーパーHEROESスペシャルコレクションDVD』が発売された。

#### 放送中の新作テレビアニメ
| 作品             | 放送開始日     | アニメーション制作               | 備考                                                                   |
| ---------------- | -------------- | -------------------------------- | ---------------------------------------------------------------------- |
| ONE PIECE        | 1999年10月20日 | 東映アニメーション               |                                                                        |
| ウィッチウォッチ | 2025年4月6日   | バイブリーアニメーションスタジオ |                                                                        |
| 地獄先生ぬ〜べ〜 | 2025年7月2日   | スタジオKAI                      | 第2作・第1クール 原作は『最強ジャンプ』『ジャンプ+』にて続編が連載中。 |
| Dr.STONE         | 2025年7月10日  | トムス・エンタテインメント       | 第4期・第2、第3クール 原作の連載は既に終了。                           |
| SAKAMOTO DAYS    | 2025年7月15日  | トムス・エンタテインメント       | 第2クール                                                              |

#### 放送予定の作品
Webアニメ含む。他誌（ジャンプスクエア、Vジャンプ、少年ジャンプ+など（関連誌であるジャンプGIGAは除く））および版権が他社（コアミックス、講談社、秋田書店など）に移った作品は除く。
| 作品                          | 放送年 | アニメーション制作                          | 備考                                                                                          |
| ----------------------------- | ------ | ------------------------------------------- | --------------------------------------------------------------------------------------------- |
| アンデッドアンラック          | 2025年 | E&H production david production（開発協力） | 1時間スペシャル 原作の連載は既に終了。                                                        |
| 3年Z組銀八先生                | 2025年 | BN Pictures                                 | 『銀魂』のスピンオフ 原作の連載は既に終了。                                                   |
| 僕のヒーローアカデミア        | 2025年 | ボンズフィルム                              | 第8期 原作の連載は既に終了。                                                                  |
| 夜桜さんちの大作戦            | 2026年 | SILVER LINK.                                | 第2期 原作の連載は既に終了。                                                                  |
| BLEACH                        | 2026年 | PIERROT FILMS                               | 第2期・第4クール アニメタイトル：BLEACH 千年血戦篇-禍進譚- 原作の連載は既に終了。             |
| あかね噺                      | 2026年 | ゼクシズ                                    |                                                                                               |
| THE ONE PIECE                 | 未公表 | WIT STUDIO                                  | 『ONE PIECE』のリメイク Netflix独占                                                           |
| 呪術廻戦                      | 未公表 | MAPPA                                       | 第3期 アニメタイトル：呪術廻戦 死滅回游 原作の連載は既に終了。                                |
| マッシュル-MASHLE-            | 未公表 | A-1 Pictures                                | 第3期 原作の連載は既に終了。                                                                  |
| 逃げ上手の若君                | 未公表 | CloverWorks                                 | 第2期                                                                                         |
| ハイキュー!!                  | 未公表 | Production I.G                              | スペシャルアニメ アニメタイトル：ハイキュー!! バケモノたちの行くところ 原作の連載は既に終了。 |
| アオのハコ                    | 未公表 | 未公表                                      | 第2期                                                                                         |
| るろうに剣心 -明治剣客浪漫譚- | 未公表 | 未公表                                      | 第2作・第3期 原作は『ジャンプスクエア』にて続編が連載中。                                     |
| ブラッククローバー            | 未公表 | 未公表                                      | 第2期 原作は『ジャンプGIGA』にて連載中。                                                      |

#### 過去にアニメ化された作品
アニメ放送開始が早い順に記載する。
休養期間を挟んでアニメ放送された作品については、一般に認知されているシリーズ名である場合を除き、放送時期ごとに作風の独立性が強いものについては「第1作、第2作…」と表記し、短期間の休養を挟みつつ同一シリーズを放送したと判断されるものについては「第1期、第2期…」と表記する。
なお、週刊少年ジャンプ公式で初のアニメ化作品と称されている『紅三四郎』、アニメ側が主導していた『マジンガーZ』は実質的にはコミカライズ作品であるため除いている。
『斉木楠雄のΨ難』(Ψ始動編)、『ライジングインパクト』などのWebアニメも一覧に含める。
ミニアニメ、他誌（ジャンプスクエア、Vジャンプ、少年ジャンプ+など（関連誌であるジャンプGIGAは除く））および版権が他社（コアミックス、講談社、秋田書店など）に移った後にアニメ化された作品は除外とする。
| 作品                                        | 放送年                                                                  | アニメーション制作                  | 備考 |
| ------------------------------------------- | ----------------------------------------------------------------------- | ----------------------------------- | --- |
| 男一匹ガキ大将                              | 1969年9月-1970年3月                                                     | 東京テレビ動画                      | |
| ど根性ガエル                                | 1972年10月-1974年9月（第1作）                                           | 東京ムービー                        | |
| ど根性ガエル                                | 1981年9月-1982年3月（第2作）                                            | 東京ムービー新社                    | アニメタイトル：新・ど根性ガエル |
| 荒野の少年イサム                            | 1973年4月-1974年3月                                                     | 東京ムービー                        | |
| 侍ジャイアンツ                              | 1973年10月-1974年9月                                                    | 東京ムービー                        | |
| Dr.スランプ                                 | 1981年4月-1986年2月（第1作）                                            | 東映動画                            | アニメタイトル：Dr.スランプ アラレちゃん |
| Dr.スランプ                                 | 1997年11月-1999年9月（第2作）                                           | 東映動画 → 東映アニメーション       | アニメタイトル：ドクタースランプ |
| コブラ（アニメ）                            | 1982年10月-1983年5月（第1作）                                           | 東京ムービー                        | アニメタイトル：スペースコブラ 第2作以降はKADOKAWAが版権を持つため除外                                                                            |
| キン肉マン（アニメ）                        | 1983年4月-1986年10月（第1期）                                           | 東映動画                            | |
| キン肉マン（アニメ）                        | 1991年10月-1992年9月（第2期）                                           | 東映動画                            | アニメタイトル：キン肉マン キン肉星王位争奪編 『完璧超人始祖編』以降は週刊プレイボーイ、週プレNEWSで展開のため除外                                |
| ストップ!! ひばりくん!                      | 1983年5月-1984年1月                                                     | 東映動画                            | |
| CAT'S EYE キャッツ・アイ                    | 1983年7月-1984年3月（第1期）                                            | 東京ムービー新社                    | 第2作はコアミックスが版権を持つため除外 |
| CAT'S EYE キャッツ・アイ                    | 1984年10月-1985年7月（第2期）                                           | 東京ムービー新社                    | 第2作はコアミックスが版権を持つため除外 |
| キャプテン翼（アニメ）                      | 1983年10月-1986年3月（第1作）                                           | 土田プロダクション                  | |
| キャプテン翼（アニメ）                      | 1994年10月-1995年12月（第2作）                                          | スタジオコメット                    | アニメタイトル：キャプテン翼J |
| キャプテン翼（アニメ）                      | 2001年10月-2002年10月（第3作）                                          | グループ・タック                    | |
| キャプテン翼（アニメ）                      | 2018年4月-2019年4月（第4作・第1期）                                     | david production                    | |
| キャプテン翼（アニメ）                      | 2023年10月 - 2024年6月（第4作・第2期）                                  | スタジオKAI                         | アニメタイトル：キャプテン翼シーズン2 ジュニアユース編                                                                                            |
| ウイングマン                                | 1984年2月-1985年2月                                                     | 東映動画                            | アニメタイトル：夢戦士ウィングマン |
| よろしくメカドック                          | 1984年9月-1985年3月                                                     | タツノコプロ                        | |
| 北斗の拳（アニメ）                          | 1984年10月-1987年3月（第1作・第1期）                                    | 東映動画                            | アニメタイトル：世紀末救世主伝説 北斗の拳 |
| 北斗の拳（アニメ）                          | 1987年3月-1988年2月（第1作・第2期）                                     | 東映動画                            | アニメタイトル：世紀末救世主伝説 北斗の拳2 第2作はコアミックスが版権を持つため除外                                                                |
| ハイスクール!奇面組                         | 1985年10月-1987年9月                                                    | 土田プロダクション スタジオコメット | |
| ドラゴンボール                              | 1986年2月-1989年4月（第1作）                                            | 東映動画                            | |
| ドラゴンボール                              | 1989年4月-1996年1月（第2作）                                            | 東映動画                            | アニメタイトル：ドラゴンボールZ |
| ドラゴンボール                              | 1996年2月-1997年11月（第3作）                                           | 東映動画                            | アニメタイトル：ドラゴンボールGT |
| ドラゴンボール                              | 2009年4月-2011年3月（第4作・第1期） 2014年4月-2015年6月（第4作・第2期） | 東映アニメーション                  | アニメタイトル：ドラゴンボール改 『ドラゴンボールZ』のデジタルリマスター版 『超』以降はVジャンプで展開のため除外                                  |
| 銀牙 -流れ星 銀-                            | 1986年4月-9月                                                           | 東映動画                            | |
| 聖闘士星矢（アニメ）                        | 1986年10月-1989年4月                                                    | 東映動画                            | 秋田書店が版権を持っているため以降の作品は除外 |
| きまぐれオレンジ☆ロード                     | 1987年4月-1988年3月                                                     | studioぴえろ                        | |
| シティーハンター（アニメ）                  | 1987年4月-1988年3月（第1期）                                            | サンライズ                          | |
| シティーハンター（アニメ）                  | 1988年4月-1989年7月（第2期）                                            | サンライズ                          | アニメタイトル：シティーハンター2 |
| シティーハンター（アニメ）                  | 1989年10月-1990年1月（第3期）                                           | サンライズ                          | アニメタイトル：シティーハンター3 |
| シティーハンター（アニメ）                  | 1991年4月-10月（第4期）                                                 | サンライズ                          | アニメタイトル：シティーハンター'91 |
| ついでにとんちんかん                        | 1987年10月-1988年10月                                                   | スタジオコメット                    | |
| 魁!!男塾                                    | 1988年2月-11月                                                          | 東映動画                            | |
| 燃える!お兄さん                             | 1988年3月-9月                                                           | studioぴえろ                        | |
| まじかる☆タルるートくん                     | 1990年9月-1992年5月                                                     | 東映動画                            | |
| DRAGON QUEST -ダイの大冒険-                 | 1991年10月-1992年9月（第1作）                                           | 東映動画                            | |
| DRAGON QUEST -ダイの大冒険-                 | 2020年10月-2022年10月（第2作）                                          | 東映アニメーション                  | |
| 幽☆遊☆白書（アニメ）                        | 1992年10月-1995年1月                                                    | studioぴえろ                        | |
| ジャングルの王者ターちゃん                  | 1993年10月-1994年9月                                                    | グループ・タック                    | |
| SLAM DUNK                                   | 1993年10月-1996年3月                                                    | 東映動画                            | |
| とっても!ラッキーマン                       | 1994年4月-1995年3月                                                     | studioぴえろ                        | |
| D・N・A² 〜何処かで失くしたあいつのアイツ〜 | 1994年10月-12月                                                         | スタジオディーン マッドハウス       | |
| NINKU -忍空-                                | 1995年1月-1996年2月                                                     | studioぴえろ                        | |
| るろうに剣心 -明治剣客浪漫譚-（アニメ）     | 1996年1月-1998年9月（第1作）                                            | スタジオぎゃろっぷ スタジオディーン | |
| るろうに剣心 -明治剣客浪漫譚-（アニメ）     | 2023年7月 - 12月（第2作・第1期）                                        | ライデンフィルム                    | アニメタイトル：るろうに剣心 -明治剣客浪漫譚- 序幕東京                                                                                            |
| るろうに剣心 -明治剣客浪漫譚-（アニメ）     | 2024年10月 - 2025年3月（第2作・第2期）                                  | ライデンフィルム                    | アニメタイトル：るろうに剣心 -明治剣客浪漫譚- 京都動乱                                                                                            |
| みどりのマキバオー                          | 1996年3月-1997年7月                                                     | studioぴえろ                        | |
| 地獄先生ぬ〜べ〜                            | 1996年4月-1997年6月（第1作）                                            | 東映動画                            | |
| こちら葛飾区亀有公園前派出所（アニメ）      | 1996年6月-2004年12月（レギュラー）                                      | ぎゃろっぷ                          | |
| こちら葛飾区亀有公園前派出所（アニメ）      | 2005年1月-2008年11月（不定期）                                          | ぎゃろっぷ                          | |
| BØY                                         | 1997年4月-9月                                                           | トライアングルスタッフ              | アニメタイトル：HARELUYA II BØY |
| セクシーコマンドー外伝 すごいよ!!マサルさん | 1998年1月-4月                                                           | マジックバス                        | |
| 遊☆戯☆王                                    | 1998年4月-10月（第1作）                                                 | 東映動画 → 東映アニメーション       | |
| 遊☆戯☆王                                    | 2000年4月-2004年9月（第2作）                                            | ぎゃろっぷ                          | アニメタイトル：遊☆戯☆王デュエルモンスターズ 『GX』以降はVジャンプ、最強ジャンプで展開しているため除外                                            |
| 花さか天使テンテンくん                      | 1998年10月-1999年9月                                                    | 日本アニメーション                  | |
| 封神演義                                    | 1999年7月-12月（第1作）                                                 | スタジオディーン                    | アニメタイトル：仙界伝 封神演義 |
| 封神演義                                    | 2018年1月-6月（第2作）                                                  | C-Station                           | アニメタイトル：覇穹 封神演義 |
| 人形草紙あやつり左近                        | 1999年10月-2000年3月                                                    | 東京ムービー                        | |
| HUNTER×HUNTER                               | 1999年10月-2001年3月（第1作）                                           | 日本アニメーション スタジオディーン | |
| HUNTER×HUNTER                               | 2011年10月-2014年9月（第2作）                                           | マッドハウス                        | |
| シャーマンキング                            | 2001年7月-2002年9月（第1作）                                            | XEBEC                               | 第2作以降は講談社が版権を持っているため除外 |
| テニスの王子様（アニメ）                    | 2001年10月-2005年3月                                                    | トランス・アーツ                    | 『新テニスの王子様』はジャンプスクエアで連載しているため除外                                                                                      |
| ヒカルの碁（アニメ）                        | 2001年10月-2003年3月                                                    | studioぴえろ                        | |
| ホイッスル!                                 | 2002年5月-2003年2月                                                     | スタジオコメット                    | |
| NARUTO -ナルト-                             | 2002年10月-2007年2月 （第1期）                                          | studioぴえろ                        | |
| NARUTO -ナルト-                             | 2007年2月-2017年3月 （第2期）                                           | studioぴえろ                        | アニメタイトル：NARUTO -ナルト- 疾風伝 |
| ボボボーボ・ボーボボ                        | 2003年11月-2005年10月                                                   | 東映アニメーション                  | |
| リングにかけろ                              | 2004年10月-12月（第1期）                                                | 東映アニメーション                  | アニメタイトル：リングにかけろ1 |
| リングにかけろ                              | 2006年4月-6月（第2期）                                                  | 東映アニメーション                  | アニメタイトル：リングにかけろ1 -日米決戦編- |
| リングにかけろ                              | 2010年4月-6月（第3期）                                                  | 東映アニメーション                  | アニメタイトル：リングにかけろ1 影道編 |
| リングにかけろ                              | 2011年4月-6月（第4期）                                                  | 東映アニメーション                  | アニメタイトル：リングにかけろ1 世界大会編 |
| BLEACH（アニメ）                            | 2004年10月-2012年3月（第1期）                                           | studioぴえろ                        | |
| BLEACH（アニメ）                            | 2022年10月-12月（第2期・第1クール）                                     | studioぴえろ                        | アニメタイトル：BLEACH 千年血戦篇 |
| BLEACH（アニメ）                            | 2023年7月-9月（第2期・第2クール）                                       | studioぴえろ                        | アニメタイトル：BLEACH 千年血戦篇-訣別譚- |
| BLEACH（アニメ）                            | 2024年10月-12月（第2期・第3クール）                                     | PIERROT FILMS                       | アニメタイトル：BLEACH 千年血戦篇-相剋譚- |
| いちご100%                                  | 2005年4月-6月                                                           | マッドハウス                        | |
| アイシールド21                              | 2005年4月-2008年3月                                                     | ぎゃろっぷ                          | |
| プレイボール                                | 2005年7月-9月（第1期）                                                  | マジックバス                        | 『キャプテン』のスピンオフ |
| プレイボール                                | 2006年1月-3月（第2期）                                                  | マジックバス                        | 『キャプテン』のスピンオフ |
| BLACK CAT                                   | 2005年10月-2006年3月                                                    | GONZO                               | |
| 銀魂（アニメ）                              | 2006年4月-2010年3月（第1期）                                            | サンライズ                          | |
| 銀魂（アニメ）                              | 2011年4月-2012年3月（第2期）                                            | サンライズ                          | アニメタイトル：銀魂' |
| 銀魂（アニメ）                              | 2012年10月-2013年3月（第2期・延長戦）                                   | サンライズ                          | アニメタイトル：銀魂' 延長戦 |
| 銀魂（アニメ）                              | 2015年4月-2016年3月（第3期）                                            | BN Pictures                         | アニメタイトル：銀魂ﾟ |
| 銀魂（アニメ）                              | 2017年1月-2017年3月（第4期・烙陽決戦編）                                | BN Pictures                         | アニメタイトル：銀魂. |
| 銀魂（アニメ）                              | 2017年10月-2017年12月（第4期・ポロリ編）                                | BN Pictures                         | アニメタイトル：銀魂. |
| 銀魂（アニメ）                              | 2018年1月-2018年3月（第4期・銀ノ魂篇第1クール）                         | BN Pictures                         | アニメタイトル：銀魂. |
| 銀魂（アニメ）                              | 2018年7月-2018年10月（第4期・銀ノ魂篇第2クール）                        | BN Pictures                         | アニメタイトル：銀魂. |
| D.Gray-man                                  | 2006年10月-2008年9月（第1期）                                           | トムス・エンタテインメント          | 第2期はジャンプスクエア移籍後の内容のため除外 |
| 武装錬金                                    | 2006年10月-2007年3月                                                    | XEBEC                               | |
| DEATH NOTE（アニメ）                        | 2006年10月-2007年6月                                                    | マッドハウス                        | |
| 家庭教師ヒットマンREBORN!                   | 2006年10月-2010年9月                                                    | ARTLAND                             | |
| 魔人探偵脳噛ネウロ                          | 2007年10月-2008年3月                                                    | マッドハウス                        | |
| To LOVEる -とらぶる-                        | 2008年4月-9月（第1期）                                                  | XEBEC                               | |
| To LOVEる -とらぶる-                        | 2010年10月-12月（第2期）                                                | XEBEC                               | アニメタイトル：もっとTo LOVEる -とらぶる- 『To LOVEる -とらぶる- ダークネス』はジャンプスクエアで連載しているため除外                            |
| 初恋限定。                                  | 2009年4月-6月                                                           | J.C.STAFF                           | |
| ぬらりひょんの孫                            | 2010年7月-12月（第1期）                                                 | スタジオディーン                    | |
| ぬらりひょんの孫                            | 2011年7月-12月（第2期）                                                 | スタジオディーン                    | アニメタイトル：ぬらりひょんの孫〜千年魔京〜 |
| バクマン。（アニメ）                        | 2010年10月-2011年4月（第1期）                                           | J.C.STAFF                           | |
| バクマン。（アニメ）                        | 2011年10月-2012年3月（第2期）                                           | J.C.STAFF                           | |
| バクマン。（アニメ）                        | 2012年10月-2013年3月（第3期）                                           | J.C.STAFF                           | |
| べるぜバブ                                  | 2011年1月-2012年3月                                                     | studioぴえろ+                       | |
| レベルE                                     | 2011年1月-4月                                                           | david production studioぴえろ       | |
| トリコ                                      | 2011年4月-2014年3月                                                     | 東映アニメーション                  | |
| SKET DANCE                                  | 2011年4月-2012年9月                                                     | タツノコプロ                        | |
| めだかボックス                              | 2012年4月-6月（第1期）                                                  | GAINAX                              | |
| めだかボックス                              | 2012年10月-12月（第2期）                                                | GAINAX                              | アニメタイトル：めだかボックス アブノーマル |
| 黒子のバスケ（アニメ）                      | 2012年4月-9月（第1期）                                                  | Production I.G                      | |
| 黒子のバスケ（アニメ）                      | 2013年10月-2014年3月（第2期）                                           | Production I.G                      | |
| 黒子のバスケ（アニメ）                      | 2015年1月-6月（第3期）                                                  | Production I.G                      | |
| ジョジョの奇妙な冒険（アニメ）              | 2012年10月-2013年4月（1st）                                             | david production                    | |
| ジョジョの奇妙な冒険（アニメ）              | 2014年4月-9月（2nd・第1・第2クール）                                    | david production                    | アニメタイトル：ジョジョの奇妙な冒険 スターダストクルセイダース                                                                                   |
| ジョジョの奇妙な冒険（アニメ）              | 2015年1月-6月（2nd・第3・第4クール）                                    | david production                    | アニメタイトル：ジョジョの奇妙な冒険 スターダストクルセイダース                                                                                   |
| ジョジョの奇妙な冒険（アニメ）              | 2016年4月-12月（3rd）                                                   | david production                    | アニメタイトル：ジョジョの奇妙な冒険 ダイヤモンドは砕けない                                                                                       |
| ジョジョの奇妙な冒険（アニメ）              | 2018年10月-2019年7月（4th）                                             | david production                    | アニメタイトル：ジョジョの奇妙な冒険 黄金の風 |
| ジョジョの奇妙な冒険（アニメ）              | 2021年12月（5th・第1クール）                                            | david production                    | アニメタイトル：ジョジョの奇妙な冒険 ストーンオーシャン Netflix先行配信 第7部「スティール・ボール・ラン」以降はウルトラジャンプで展開のため除外。 |
| ジョジョの奇妙な冒険（アニメ）              | 2022年9月（5th・第2クール）                                             | david production                    | アニメタイトル：ジョジョの奇妙な冒険 ストーンオーシャン Netflix先行配信 第7部「スティール・ボール・ラン」以降はウルトラジャンプで展開のため除外。 |
| ジョジョの奇妙な冒険（アニメ）              | 2022年12月（5th・第3クール）                                            | david production                    | アニメタイトル：ジョジョの奇妙な冒険 ストーンオーシャン Netflix先行配信 第7部「スティール・ボール・ラン」以降はウルトラジャンプで展開のため除外。 |
| ニセコイ                                    | 2014年1月-5月（第1期）                                                  | シャフト                            | |
| ニセコイ                                    | 2015年4月-6月（第2期）                                                  | シャフト                            | アニメタイトル：ニセコイ: |
| ハイキュー!!                                | 2014年4月-9月（第1期）                                                  | Production I.G                      | |
| ハイキュー!!                                | 2015年10月-2016年3月（第2期）                                           | Production I.G                      | アニメタイトル：ハイキュー!! セカンドシーズン |
| ハイキュー!!                                | 2016年10月-12月（第3期）                                                | Production I.G                      | アニメタイトル：ハイキュー!! 烏野高校 VS 白鳥沢学園高校                                                                                           |
| ハイキュー!!                                | 2020年1月-4月（第4期・第1クール）                                       | Production I.G                      | アニメタイトル：ハイキュー!! TO THE TOP |
| ハイキュー!!                                | 2020年10月-12月（第4期・第2クール）                                     | Production I.G                      | アニメタイトル：ハイキュー!! TO THE TOP |
| ワールドトリガー                            | 2014年10月-2016年4月（第1期）                                           | 東映アニメーション                  | 第2期以降はジャンプスクエア移籍後のため除外 |
| 暗殺教室                                    | 2015年1月-6月（第1期）                                                  | Lerche                              | |
| 暗殺教室                                    | 2016年1月-7月（第2期）                                                  | Lerche                              | アニメタイトル：暗殺教室 SECOND SEASON → 暗殺教室 FINAL SEASON                                                                                    |
| 食戟のソーマ（アニメ）                      | 2015年4月-9月（第1期）                                                  | J.C.STAFF                           | |
| 食戟のソーマ（アニメ）                      | 2016年7月-9月（第2期）                                                  | J.C.STAFF                           | アニメタイトル：食戟のソーマ 弐ノ皿 |
| 食戟のソーマ（アニメ）                      | 2017年10月-2018年6月（第3期）                                           | J.C.STAFF                           | アニメタイトル：食戟のソーマ 餐ノ皿 |
| 食戟のソーマ（アニメ）                      | 2019年10月-12月（第4期）                                                | J.C.STAFF                           | アニメタイトル：食戟のソーマ 神ノ皿 |
| 食戟のソーマ（アニメ）                      | 2020年4月-9月（第5期）                                                  | J.C.STAFF                           | アニメタイトル：食戟のソーマ 豪ノ皿 |
| 僕のヒーローアカデミア（アニメ）            | 2016年4月-6月（第1期）                                                  | ボンズ                              | |
| 僕のヒーローアカデミア（アニメ）            | 2017年3月-9月（第2期）                                                  | ボンズ                              | |
| 僕のヒーローアカデミア（アニメ）            | 2018年4月-9月（第3期）                                                  | ボンズ                              | |
| 僕のヒーローアカデミア（アニメ）            | 2019年10月-2020年4月（第4期）                                           | ボンズ                              | |
| 僕のヒーローアカデミア（アニメ）            | 2021年3月-9月（第5期）                                                  | ボンズ                              | |
| 僕のヒーローアカデミア（アニメ）            | 2022年10月-2023年3月（第6期）                                           | ボンズ                              | |
| 僕のヒーローアカデミア（アニメ）            | 2024年5月-10月（第7期）                                                 | ボンズ                              | |
| 斉木楠雄のΨ難                               | 2016年7月-12月（第1期）                                                 | EGG FIRM J.C.STAFF                  | |
| 斉木楠雄のΨ難                               | 2018年1月-6月（第2期）                                                  | EGG FIRM J.C.STAFF                  | |
| 斉木楠雄のΨ難                               | 2018年12月（TVSP）                                                      | EGG FIRM J.C.STAFF                  | アニメタイトル：斉木楠雄のΨ難 完結編 |
| 斉木楠雄のΨ難                               | 2019年12月（Webアニメ）                                                 | EGG FIRM J.C.STAFF                  | アニメタイトル：斉木楠雄のΨ難 Ψ始動編 Netflix独占                                                                                                 |
| BORUTO-ボルト- -NARUTO NEXT GENERATIONS-    | 2017年4月-2023年3月（第1部）                                            | studioぴえろ                        | 『NARUTO -ナルト-』のスピンオフ 放送中にVジャンプに移籍したため、第2部については除外                                                              |
| ブラッククローバー                          | 2017年10月-2021年3月（第1期）                                           | studioぴえろ                        | |
| ゆらぎ荘の幽奈さん                          | 2018年7月-9月                                                           | XEBEC                               | |
| ムヒョとロージーの魔法律相談事務所          | 2018年8月-10月（第1期）                                                 | スタジオディーン                    | |
| ムヒョとロージーの魔法律相談事務所          | 2020年7月-9月（第2期）                                                  | スタジオディーン                    | |
| 火ノ丸相撲                                  | 2018年10月-2019年3月                                                    | GONZO                               | |
| 約束のネバーランド                          | 2019年1月-3月（第1期）                                                  | CloverWorks                         | |
| 約束のネバーランド                          | 2021年1月-3月（第2期）                                                  | CloverWorks                         | アニメタイトル：約束のネバーランド 2nd Season |
| ぼくたちは勉強ができない                    | 2019年4月-6月（第1期）                                                  | stシルバー アルボアニメーション     | |
| ぼくたちは勉強ができない                    | 2019年10月-12月（第2期）                                                | stシルバー アルボアニメーション     | アニメタイトル：ぼくたちは勉強ができない! |
| ジモトがジャパン                            | 2019年4月-2020年3月                                                     | ODDJOB                              | |
| 鬼滅の刃（アニメ）                          | 2019年4月-9月（第1期）                                                  | ufotable                            | アニメタイトル：鬼滅の刃 竈門炭治郎 立志編 |
| 鬼滅の刃（アニメ）                          | 2021年10月-2022年2月（第2期）                                           | ufotable                            | アニメタイトル：鬼滅の刃 無限列車編 → 鬼滅の刃 遊郭編                                                                                             |
| 鬼滅の刃（アニメ）                          | 2023年4月-6月（第3期）                                                  | ufotable                            | アニメタイトル：鬼滅の刃 刀鍛冶の里編 |
| 鬼滅の刃（アニメ）                          | 2024年5月-6月（第4期）                                                  | ufotable                            | アニメタイトル：鬼滅の刃 柱稽古編 |
| Dr.STONE                                    | 2019年7月-12月（第1期）                                                 | TMS/8PAN                            | |
| Dr.STONE                                    | 2021年1月-3月（第2期）                                                  | TMS/8PAN                            | アニメタイトル：Dr.STONE STONE WARS |
| Dr.STONE                                    | 2022年7月（TVSP）                                                       | TMS/8PAN                            | アニメタイトル：Dr.STONE 龍水 |
| Dr.STONE                                    | 2023年4月-6月（第3期・第1クール）                                       | TMS/8PAN                            | アニメタイトル：Dr.STONE NEW WORLD |
| Dr.STONE                                    | 2023年10月-12月（第3期・第2クール）                                     | TMS/8PAN                            | アニメタイトル：Dr.STONE NEW WORLD |
| Dr.STONE                                    | 2025年1月-3月（第4期・第1クール）                                       | TMS/8PAN                            | アニメタイトル：Dr.STONE SCIENCE FUTURE |
| 呪術廻戦（アニメ）                          | 2020年10月-2021年3月（第1期）                                           | MAPPA                               | |
| 呪術廻戦（アニメ）                          | 2023年7月-2023年12月（第2期）                                           | MAPPA                               | |
| 呪術廻戦（アニメ）                          | アニメタイトル：呪術廻戦 懐玉・玉折 → 呪術廻戦 渋谷事変                 | MAPPA                               | |
| BASTARD!! -暗黒の破壊神-                    | 2022年6月-9月（第1期）                                                  | ライデンフィルム                    | 1992年-1993年にOVA展開 Netflix独占 終了後にBS11にてテレビ放送                                                                                     |
| BASTARD!! -暗黒の破壊神-                    | 2023年7月（第2期）                                                      | ライデンフィルム                    | 1992年-1993年にOVA展開 Netflix独占 終了後にBS11にてテレビ放送                                                                                     |
| チェンソーマン（アニメ）                    | 2022年10月-12月                                                         | MAPPA                               | 第2部は少年ジャンプ+で連載 |
| 僕とロボコ                                  | 2022年12月-2023年6月                                                    | ぎゃろっぷ                          | |
| マッシュル-MASHLE-（アニメ）                | 2023年4月-6月（第1期）                                                  | A-1 Pictures                        | |
| マッシュル-MASHLE-（アニメ）                | 2024年1月-3月（第2期）                                                  | A-1 Pictures                        | アニメタイトル：マッシュル-MASHLE- 神覚者候補選抜試験編                                                                                           |
| アンデッドアンラック                        | 2023年10月-2024年3月                                                    | david production                    | |
| ライジングインパクト                        | 2024年6月（第1期）                                                      | Lay-duce                            | Netflix独占 |
| ライジングインパクト                        | 2024年8月（第2期）                                                      | Lay-duce                            | Netflix独占 |
| 夜桜さんちの大作戦                          | 2024年4月-10月（第1期）                                                 | SILVER LINK.                        | |
| 逃げ上手の若君                              | 2024年7月-9月（第1期）                                                  | CloverWorks                         | |
| アオのハコ                                  | 2024年10月-2025年3月（第1期）                                           | テレコム・アニメーションフィルム    | |
| SAKAMOTO DAYS                               | 2025年1月-3月（第1クール）                                              | トムス・エンタテインメント          | |

### アニメ映画化
主にテレビアニメの劇場版として放映。『ドラゴンボール』『ONE PIECE』『NARUTO -ナルト-』『BLEACH』『僕のヒーローアカデミア』などシリーズ化したものもある。2020年代に入ると、日本歴代興行収入ランキングでも上位に数えられるほどの映画作品が見られるようになった。
以下、日本での興行収入が150億円に達した作品を示す。
| タイトル                                     | 興行収入 (億円) | 配給会社            | 公開年 | 備考                                        |
| -------------------------------------------- | --------------- | ------------------- | ------ | ------------------------------------------- |
| 劇場版「鬼滅の刃」無限列車編                 | 404.3           | 東宝/アニプレックス | 2020   | 日本国内歴代興行収入1位。                   |
| 劇場版「鬼滅の刃」無限城編 第一章 猗窩座再来 | 220.7           | 東宝/アニプレックス | 2025   | 2025年8月12日時点、更新中                   |
| ONE PIECE FILM RED                           | 203.3           | 東映                | 2022   | 再上映を含まない場合の興行収入は197.1億円。 |
| THE FIRST SLAM DUNK                          | 164.6           | 東映                | 2022   | 再上映を含まない場合の興行収入は157.3億円。 |

### VOMIC化
集英社のヴォイスコミック「VOMIC」で展開された作品もある。『サキよみ ジャンBANG!』でテレビ放送された作品も多い。

### Flashアニメ
短編作品などはFlashアニメを製作して、インターネット上に配信されたことがある。

### レコード・CD化
1970年32号（創刊2周年記念号）にて、本誌の100万部突破記念ソングとして「ジャンプソング」（作詞：本庄一郎（本庄慧一郎）、作曲：玉野良雄、歌：熊倉一雄）が発表され、応募者全員プレゼントとして、集英社宛に封書にて15円分の切手を同封し郵送すると、同曲を収録したソノシートが貰えた。
1978年に、ビクター音楽産業（現・ビクターエンタテインメント〈二代目〉）から同年当時の連載作品のイメージソングを収録したLPレコード『スーパー・サウンド・コミックス「少年ジャンプ」』（規格番号はJBX-188）が発売された。
また、集英社のドラマCDレーベル「集英社ドラマCD」で展開された作品もある。

### 小説化
ライトノベル系新書レーベル『ジャンプ ジェイ ブックス』で、本編およびスピンオフ作品がノベライズされているものも多い。

### 実写化
テレビドラマ化された作品は、昭和期には「ハレンチ学園」 (1970年・東京12チャンネル）、「キャッツ♥アイ」（1988年・日本テレビ）が放送された程度であるが、平成に入ると2000年代後半から2010年代にかけて数多くの作品がドラマ化されるようになった。主なものとして、「ろくでなしBLUES」（日本テレビ水曜24時59分）、「地獄先生ぬ〜べ〜」・「ど根性ガエル」（土曜ドラマ）、「DEATH NOTE」（日曜ドラマ）、「アストロ球団」（テレビ朝日水曜27時10分）、「ROOKIES」・「こちら葛飾区亀有公園前派出所」（TBSの土曜8時枠）、「電影少女」（テレビ東京土曜24時20分・木ドラ25）、「風魔の小次郎」（独立放送局ほか）などがある。令和に入ると「ウイングマン」（テレビ東京ドラマチューズ!）がある。海外でも同様で、「テニスの王子様」（中国）や「シティーハンター」（韓国）といった作品がドラマ化されている。
前述のテレビドラマ「ROOKIES」「こちら葛飾区亀有公園前派出所」の劇場版のほか、「魁!!男塾」「テニスの王子様」「DEATH NOTE」「ピューと吹く!ジャガー」「るろうに剣心」「究極!!変態仮面」「DRAGON BALL」「暗殺教室」「バクマン。」「珍遊記 -太郎とゆかいな仲間たち-」「銀魂」「ジョジョの奇妙な冒険」「斉木楠雄のΨ難」「BLEACH」「ニセコイ」「約束のネバーランド」などが実写映画化されている。
2018年1月13日から3月24日までテレビ東京で、少年ジャンプをテーマにしたテレビドラマ『オー・マイ・ジャンプ! 〜少年ジャンプが地球を救う〜』が放送された。このドラマはジャンプ編集部が全面協力している。2018年6月13日にBlu-ray BOXとDVD BOX発売。

### 舞台化
「WILD HALF」「NARUTO -ナルト-」などが舞台化。「テニスの王子様」「BLEACH」「DEATH NOTE」「るろうに剣心」などは2.5次元ミュージカル化されている。ONE PIECEは歌舞伎版やアイスショーの公演も行われた。

### リアル脱出ゲーム化
「DEATH NOTE」「ONE PIECE」「暗殺教室」「約束のネバーランド」などが、常設スタジオや巡回ツアー形式にてリアル脱出ゲームとしてイベント開催されている。

## 編集者
『少年ジャンプ』の編集者は、創刊当初こそ嘱託・アルバイトなどの非正規雇用も存在したものの、基本的に正規雇用（正社員）のみで構成されている。そのため集英社発行の他雑誌はもちろん、総務部や人事部など全く畑違いの部署へと異動することもある。一方で『ジャンプ』系列誌から全く異動がない者もおり、第4代以降の編集長は全て、入社以来一貫して『ジャンプ』系列誌の編集者だった者が就任している。
部署内異動や『ジャンプ』系列誌相互間での異動は頻繁にあり、打ち切り・新連載がなくとも、担当が変更になることも多く、結果として漫画家が困惑することもある。実際に、尾田栄一郎は本誌の巻末コメントで、「また担当交代。最低3年はやって欲しいです」と書いたこともある。
編集者は漫画家または作品の担当を割り当てられ、その漫画家と一緒になって作品づくりを行ってゆく。編集者によっては連載作品2作品以上担当することもある。持ち込み、未デビュー、次作品制作中の漫画家も担当するため、実際はそれ以上の数を担当する。こういったことから漫画の方向性・内容にも影響を与える大きな力を持つ。『週刊少年ジャンプ』には担当編集者にすべて任せるという伝統があり、編集の方法にマニュアルは存在しない。ある漫画家を引継ぐときも、前任の編集者から今までの編集方法を指導することはなく、引継ぎも一日で終わる。
他方で、週刊連載の漫画家の労働環境は過酷と言われるが、編集者・編集部の勤務も多忙を極め、プレッシャーやストレスも多い激務であると言われている。中でも入社以来ジャンプ編集部一筋の叩き上げである『週刊少年ジャンプ』7代目編集長・高橋俊昌は、2003年東京湾内の船上で行われていた同誌『ONE PIECE』のアニメ映画『ONE PIECE THE MOVIE デッドエンドの冒険』の製作発表会見の席においてクモ膜下出血を発症して倒れ突然死した。
編集者には女性がひとりもいないことで知られており（『ジャンプ＋』などの系列誌には存在する）、ジェンダーの問題からこのことが話題に上がることがある（詳細は後述）。集英社によれば、編集者には「（性別に関係なく）少年の心がわかる」必要があるとし、あくまで本人の資質であるとして性差による排除を否定している。なお女性作家は複数存在する。
作品づくりの際に漫画家と非常に緊密な関係を築くことから、『少年ジャンプ』の担当編集者をモデルにしたキャラクターが作中に登場することも少なくない。実例としては、「トイレット博士」のスナミ先生（角南攻）や、「キン肉マン」のアデランスの中野さん（中野和雄）や、「Dr.スランプ」のDr.マシリト（鳥嶋和彦）や、「シェイプアップ乱」のマッチ茨木および「ついでにとんちんかん」の茨木氏（茨木政彦）などが挙げられる。前述の2003年に急逝した高橋俊昌をモデルにしたキャラクターを登場させていた（下ネタギャグ要員的なキャラクターにしていた）「ついでにとんちんかん」や「幕張」においては、故人の名誉を尊重するため、該当キャラクターの登場回を文庫版や、ペーパーバック版ではカットしている。

### 現幹部

#### 編集長
齋藤優　

#### 編集長（メディア担当）
大西恒平・中野博之

#### 副編集長
本田佑行・小池均・門司健吾

#### 編集主任（班長）
村越周・杉田卓

#### 班長
浅井・石川・福田

#### 編集部員
村越班 - 橋本・池口・山崎
杉田班 - 今村・桑原・横内
浅井班 - 木田・神谷
石川班 - 荒木・杉浦
福田班 - 穴山・小森

### 歴代編集長
| 代 | 氏名     | 期間                                |
| -- | -------- | ----------------------------------- |
| 1  | 長野規   | 1968年創刊号 - 1974年15号           |
| 2  | 中野祐介 | 1974年16号 - 1978年15号             |
| 3  | 西村繁男 | 1978年16号 - 1986年18号             |
| 4  | 後藤広喜 | 1986年19号 - 1993年42号             |
| 5  | 堀江信彦 | 1993年43号 - 1996年14号             |
| 6  | 鳥嶋和彦 | 1996年15号 - 2001年31号、2003年11号 |
| 7  | 高橋俊昌 | 2001年32号 - 2003年10号             |
| 8  | 茨木政彦 | 2003年12号 - 2008年17号             |
| 9  | 佐々木尚 | 2008年18号 - 2011年29号             |
| 10 | 瓶子吉久 | 2011年30号 - 2017年30号             |
| 11 | 中野博之 | 2017年31号 - 2024年29号             |
| 12 | 齊藤優   | 2024年30号 - 在職中                 |

## 連載作品
以下、2025年7月7日（2025年32号）現在連載中の作品。不定期掲載作品や、短期集中連載も含む。
| 作品名             | 作者（作画）         | 原作など             | 開始号     | 備考 |
| ------------------ | -------------------- | -------------------- | ---------- | ---- |
| ONE PIECE          | 尾田栄一郎           | －                   | 1997年34号 |      |
| 僕とロボコ         | 宮崎周平             | －                   | 2020年31号 |      |
| SAKAMOTO DAYS      | 鈴木祐斗             | －                   | 2020年51号 |      |
| 逃げ上手の若君     | 松井優征             | －                   | 2021年08号 |      |
| ウィッチウォッチ   | 篠原健太             | －                   | 2021年10号 |      |
| アオのハコ         | 三浦糀               | －                   | 2021年19号 |      |
| あかね噺           | 馬上鷹将（作画）     | 末永裕樹（原作）     | 2022年11号 |      |
| キルアオ           | 藤巻忠俊             | －                   | 2023年20号 |      |
| 鵺の陰陽師         | 川江康太             | －                   | 2023年24号 |      |
| カグラバチ         | 外薗健               | －                   | 2023年42号 |      |
| 悪祓士のキヨシくん | 臼井彰一             | －                   | 2024年30号 |      |
| ひまてん!          | 小野玄暉             | －                   | 2024年32号 |      |
| 魔男のイチ         | 宇佐崎しろ（作画）   | 西修（原作）         | 2024年41号 |      |
| しのびごと         | みたらし三大（漫画） | たけぐし一本（原作） | 2024年42号 |      |
| NICE PRISON        | すがぬまたつや       | －                   | 2025年21号 |      |
| 灯火のオテル       | 川口勇貴             | －                   | 2025年24号 |      |
| ハルカゼマウンド   | 松浦健人（作画）     | 後藤冬吾（原作）     | 2025年29号 |      |
| カエデガミ         | 遥川潤               | －                   | 2025年30号 |      |
| エキデンブロス     | 野乃大生             | －                   | 2025年31号 |      |
| ピングポング       | 片岡誉晴             | －                   | 2025年32号 |      |

以下は電子版のみの作品
| 作品名       | 作者（作画） | 原作など | 開始号     | 備考                                 |
| ------------ | ------------ | -------- | ---------- | ------------------------------------ |
| ルリドラゴン | 眞藤雅興     | －       | 2022年28号 | ジャンプ+に移籍 隔週・電子版のみ掲載 |

## 増刊号・派生誌
隔週の間を埋めるという目的から創刊の翌年から発行されている。

### 派生誌
- ジャンプスクエア
- Vジャンプ
  - 最強ジャンプ
- 週刊ヤングジャンプ
  - グランドジャンプ・グランドジャンプめちゃ・グランドジャンプむちゃ
  - ウルトラジャンプ
  - となりのヤングジャンプ・ヤンジャン+・異世界ヤンジャン
- 少年ジャンプ+・ジャンプTOON

### 廃刊になった派生誌
- 別冊少年ジャンプ→月刊少年ジャンプ
- フレッシュジャンプ
- スーパージャンプ
  - オースーパージャンプ
- ビジネスジャンプ
- 月刊ヤングジャンプ
- ジャンプデジタルマンガ
- ウルトラジャンプエッグ
- ミラクルジャンプ
- ジャンプ改
- ジャンプBOOKストア!
- ふんわりジャンプ

## 発行部数
1990年代半ばまでの発行部数は印刷証明付発行部数ではなく、集英社による自社発表である。
2022年10月に少年ジャンプ＋において、デジタル版の週刊少年ジャンプは毎号70万部以上売れていることが明らかになった。
- 1968年創刊号 10万5000部[105]、売上率76.5%[106]
- 1968年2号 10万7000部[107]、売上率86.2%[106]
- 1968年3号 12万部[108]、売上率93.0%[106]
- 1968年4号 12万3000部[108]
- 1968年11号 16万5000部[109]、売上率77%[110]
- 1969年1号[注釈 18] 24万部[111]、売上率80%台[110]
- 1969年9号 27万部[112] 16号 58万部[113]
  - 1969年16号で『少年キング』を発行部数で上回る[113]。
- 1971年3 - 4号[注釈 19] 115万8000部[114] 11月 65万部[115]
- 1972年3 - 4号[注釈 20] 88万7000部[115]
- 1973年4 - 5号[116][注釈 21] 112万部[117]
- 1973年、『週刊少年マガジン』を発行部数で上回り少年週刊誌の部数トップになる[118]。
- 1974年夏 最高165万部[119]、売上率86%[119]
- 1977年新年号[注釈 22] 188万部[120]
- 1978年3 - 4号[注釈 23] 210万部[121][122]
- 1979年3 - 4号[注釈 24] 280万部[123][124]
- 1980年3 - 4号[注釈 25] 304万5000部[125]
- 1981年4 - 5号[注釈 26] 308万部[126][127]
- 1982年3 - 4号[注釈 27] 300万部を割る[128]
- 1983年3 - 4号[注釈 28] 300万部を割る[128]
- 1984年4号 318万部[129] 7月から常時360万部以上を印刷[130]  37号 330万部[131]
- 1985年4 - 5号[注釈 29] 403万部[133][134] 1月〜5月の通常号 常に370〜380万部[135] 37号 405万部[136]
- 1986年5号[注釈 30] 435万5000部[134][137] 6号[注釈 31] 410万部[138] 37号 420万部[139]
- 1987年5号 450万部[140] 37号 435万部[141]
- 1988年5号 485万部[142] 38号 465万部[143]
- 1989年3 - 4号[注釈 32] 500万部[146] 37号 491万部[147]
- 1990年5号 530万部[148]  6月の通常号 約490万部[149] 21-22号 503万部[150] 37号 520万部[151]
- 1991年3 - 4号[注釈 33] 602万8000部[152][153] 6月の通常号 約570万部[149] 21-22号 585万部[154] 36-37号 615万部[155]
- 1992年3 - 4号 618万部[156]
  - 1992年3月時点の実売部数は公称580万〜590万部[2]
- 1993年3 - 4号 638万部[157] 36 - 37号 643万部[158]
- 1994年3 - 4号 648万部[159] 36 - 37号 650万部[160]
  - 1994年3月頃から、実売数でわずかに前年割れする号がいくつか目立つようになり、7月過ぎからは2 - 3週続くこともあった[161]。
- 1995年3 - 4号[注釈 34] 653万部[162][163] 歴代最高部数を記録 （ギネスブックに登録）。返品率3%（売上率97%）[163]
- 1995年25号[注釈 35] 625万部[164] 26号 618万部[164] 27号 615万部[164] 28号 612万部[164] 29号 612万部[164] 30号 601万部[164]
- 1996年新年号 588万部（推定）[165]
  - この年から新年号の表紙に記載されていた発行部数と「新記録」の文字が消える。部数は集英社の公称ではなく推定部数[165]。
- 1996年7月末発売号 約500万部（推定）（公称540万部）[166]
- 1997年7月 約430万部（推定）[167]
- 1997年8月 450万部（実売推定408万1500部）[168]
  - 実売推定は集英社販売部によるもの。『週刊少年マガジン』（発行部数440万部、実売推定413万部）に実売推定で抜かれる[168]。
- 1997年9月 430万部[168]。
- 1997年11月4日（11月1日）発売号 407万部[169][170]
  - 『週刊少年マガジン』に発行部数で抜かれる。
- 1997年 405万部（年間平均）
  - この年より発行部数が集英社の公称から印刷証明付発行部数に変更
- 1998年新年号 415万部（推定）[171][172]
- 1998年 360万部（年間平均）
- 1999年 363万部（年間平均）
- 2000年 363万部（年間平均）
- 2001年 340万部（年間平均）
- 2002年 320万部（年間平均）
  - 2002年8月再び『週刊少年マガジン』の急降下で首位奪還。
- 2003年 300万部（年間平均）
- 2004年 300万部（年間平均）
- 2005年 295万部（年間平均）
- 2006年 2,953,750部（一月下記サイトにて確認）
- 2007年3月 2,839,792部
- 2008年1月 2,778,750部（社団法人日本雑誌協会）
- 2010年2号[注釈 36] 300万部（05年8月以来の300万部復帰）[173]

※2008年以降は以下の表を参照
2018年13号時点での本誌累計発行部数は75億部以上である。
|                             | 1 - 3月      | 4 - 6月      | 7 - 9月      | 10 - 12月    |
| --------------------------- | ------------ | ------------ | ------------ | ------------ |
| 2008年（平成20年）          |              | 2,785,833 部 | 2,790,834 部 | 2,793,334 部 |
| 2009年（平成21年）          | 2,800,000 部 | 2,806,667 部 | 2,840,000 部 | 2,879,167 部 |
| 2010年（平成22年）          | 2,872,500 部 | 2,878,334 部 | 2,875,834 部 | 2,935,000 部 |
| 2011年（平成23年）          | 2,964,546 部 | 2,825,000 部 | 2,841,667 部 | 2,845,000 部 |
| 2012年（平成24年）          | 2,837,500 部 | 2,831,167 部 | 2,838,334 部 | 2,827,693 部 |
| 2013年（平成25年）          | 2,835,455 部 | 2,809,167 部 | 2,779,231 部 | 2,745,000 部 |
| 2014年（平成26年）          | 2,715,834 部 | 2,677,500 部 | 2,665,834 部 | 2,605,000 部 |
| 2015年（平成27年）          | 2,422,500 部 | 2,395,000 部 | 2,376,667 部 | 2,321,667 部 |
| 2016年（平成28年）          | 2,238,333 部 | 2,168,333 部 | 2,151,667 部 | 2,005,833 部 |
| 2017年（平成29年）          | 1,915,000 部 | 1,852,500 部 | 1,840,833 部 | 1,813,333 部 |
| 2018年（平成30年）          | 1,760,833 部 | 1,750,000 部 | 1,768,333 部 | 1,706,923 部 |
| 2019年（平成31年/令和元年） | 1,692,000 部 | 1,655,833 部 | 1,628,462 部 | 1,602,083 部 |
| 2020年（令和2年）           | 1,572,833 部 | 1,539,091 部 | 1,516,818 部 | 1,475,000 部 |
| 2021年（令和3年）           | 1,435,833 部 | 1,404,167 部 | 1,371,818 部 | 1,354,167 部 |
| 2022年（令和4年）           | 1,322,500 部 | 1,290,417 部 | 1,282,500 部 | 1,260,000 部 |
| 2023年（令和5年）           | 1,257,273 部 | 1,176,667 部 | 1,160,833 部 | 1,133,846 部 |
| 2024年（令和6年）           | 1,130,000 部 | 1,093,333 部 | 1,098,231 部 | 1,075,000 部 |
| 2025年（令和7年）           | 1,078,333 部 | 1,047,500 部 |              |              |

## 価格の変遷
消費税導入以降は税込み価格。
| 時期                                                                     | 通常価格 | 特別価格またはサービス価格      |
| ------------------------------------------------------------------------ | -------- | ------------------------------- |
| 創刊 - 1970年1月                                                         | 90円     | 90円                            |
| 1970年2月 - 1971年7月                                                    | 80円     | 90円                            |
| 1971年7月 - 1973年3月                                                    | 90円     | 100円                           |
| 1973年3月 - 1973年11月                                                   | 100円    | 100円                           |
| 1973年11月16日、第一次オイルショックに伴う「石油緊急対策要綱」を閣議決定 |          |                                 |
| 1973年12月 - 1974年2月                                                   | 120円    | 130円                           |
| 1974年3月 - 1976年6月                                                    | 130円    | 150円                           |
| 1976年7月 - 1980年6月                                                    | 150円    | 170円                           |
| 1980年7月 - 1989年3月                                                    | 170円    | 180円、または190円              |
| 1989年4月 - 1990年8月                                                    | 180円    | 190円、または200円              |
| 1989年4月1日、消費税3%が導入された。                                     |          |                                 |
| 1990年9月 - 1996年1月                                                    | 190円    | 200円、または210円              |
| 1996年2月 - 1997年8月                                                    | 200円    | 210円、または220円              |
| 1997年9月 - 1998年4月                                                    | 210円    | 220円、または230円              |
| 1997年4月1日、消費税税率が5%に変更された。                               |          |                                 |
| 1998年5月 - 2004年4月                                                    | 220円    | 230円                           |
| 2004年5月 - 2008年8月                                                    | 230円    | 240円、または250円              |
| 2008年9月 - 2014年3月                                                    | 240円    | 250円、または260円、さらに230円 |
| 2014年4月 - 2017年9月                                                    | 255円    | 260円、または270円、さらに280円 |
| 2014年4月1日、消費税税率が8%に変更された。                               |          |                                 |
| 2017年10月 - 2019年9月                                                   | 260円    | 270円、または280円、さらに300円 |
| 2019年10月 - 2023年2月                                                   | 270円    | 290円、または300円              |
| 2019年10月1日、消費税税率が10%に変更された。                             |          |                                 |
| 2023年3月 - 2024年8月                                                    | 290円    | 300円、または320円              |
| 2024年9月 -                                                              | 300円    | 310円、または320円              |

## ロゴマークの変遷
- 初代：1968年創刊号 - 1969年15号
- 2代目：1969年16号 - 1971年53号
- 3代目：1972年1号 - 1974年38号
- 4代目：1974年39号 - 1983年52号
- 5代目：1984年1・2合併号 - 1997年52号
- 6代目：1998年1号 - 現在

### ジャーニー
海賊をモチーフとしたマークが創刊時より用いられている。デザインを行ったのは当時チーフデザイナーをつとめていた古川正俊。古川は当時の編集長長野規に『海賊と女』というイメージをもらってデザインしたと語っており、「自由奔放」なイメージを作りたくてデザインしたとしている。
創刊から53年間正式な名前はなく、「海賊マーク」や「ジャンプパイレーツ」と呼ばれていた。2022年3月より、テレビ東京のバラエティ番組『おはスタ』で視聴者から正式名称の募集が開始された。週刊少年ジャンプ編集長、最強ジャンプ編集長、Vジャンプ編集長が視聴者の応募から選定し、6月6日に週刊少年ジャンプ27号と『おはスタ』の放送で「ジャーニー」の名前が発表された。命名者の「おはなちゃん」は、ジャンプの「ジャ」と、『おはスタ』MC木村昴の愛称「スバにぃ」から名付けたとしている。

### ジェイミー
「ジャーニー」のマークを左周りに角度90°傾けると女の子の横顔のように見える。デザイナーの古川は「当初から、横向きにしたら女の子になるよう意図したわけではありませんが、デザインをする途中で、そうなるのは分かっていました。」と語っている。2018年4月4日にはこの横顔がジャンプ ジェイ ブックス25周年のイメージキャラクターとなり、「ジェイミー」と命名された。プロモーション動画では声を佐倉綾音が担当している。

## サブコーナー

### 読者コーナー
| 代 | 名称                       | 期間                          | 備考 |
| -- | -------------------------- | ----------------------------- | --- |
| 1  | 読者コーナー               | 1968年                        | |
| 2  | ハレハレ笑学校             | 1969年20号 - 1978年52号       | |
| 3  | ホップ・ステップ・ジャンプ | 1969年21号 - 1969年26号       | 「ハレハレ笑学校」と並行連載。6回で終了。 |
| 4  | びっくりプレイタウン       | 1979年1号 - 1980年26号        | |
| 5  | ジャンプ海賊ワールド       | 1980年27号 - 1982年43号       | |
| 6  | ジャンプ放送局(JBS)        | 1982年10号 - 1995年12号       | 1レース(半年)ごとにポイント集計し優勝者を決める方式。 読者コーナーとしては珍しく、単行本化(全24巻)された。 レギュラーはさくまあきら、土居孝幸、榎本一夫、横山智佐ら。                                                |
| 7  | ジャンポスト               | 1996年3・4合併号 - 1996年27号 | 地方別のリーグ戦形式。人気低迷で1レースのみ(半年)で打ち切り。 |
| -  | -                          | 1996年 - 1997年               | (数か月間、読者コーナーのない状態が続いた) |
| 8  | ハガキ戦士ジャンプ団       | 1997年 - 2001年               | ハガキ紹介に漫画の要素をプラス。シーズンごとに設定されたノルマをクリアできればシーズン終了。 出演は井沢ひろし(JBSに投稿経験あり)、石塚祐子など。                                                                     |
| 9  | じゃんぷる                 | 2001年 - 2005年               | 「ジャンプ団」終了の数週間後、スタッフの一部を変更してリニューアルスタート。 「JBS」に近い形式で、単行本化もされ、井沢・石塚は引き続き出演。                                                                         |
| 10 | ジャンプ魂                 | 2006年10号 - 2009年24号       | 「じゃんぷる」をリニューアルさせてスタート。 正規メンバーは井沢(前作から継続)・山下慎一郎(「じゃんぷる」ではアルバイトを務めた) アシスタントは中川翔子 （ - 2008年）→林未紀（2008年 - 2009年）→佐藤栞里（2009年 - ） |
| 11 | ジャン魂G!                 | 2009年25号 - 2014年29号       | 「ジャンプ魂」をリニューアルスタート。「ジャン魂」をほぼそのまま引き継いでいる。 |
| -  | -                          | 2014年 - 2015年               | (数か月間、読者コーナーのない状態が続いた) |
| 12 | バトよん!!!!               | 2015年19号 - 2016年17号       | 4コマ漫画の投稿コーナー。 |
| 13 | スクールオブジャンプ       | 2016年23号 - 2017年43号       | TwitCastingを使用した番組配信が行われる。 最後の読者コーナーとなり、スクジャンの終了で読者コーナー廃止。 |

### 巻末バラエティコーナー
- 巻末解放区! WEEKLY週ちゃん（2019年14号 - ）- 企画・構成：イーピャオ、イラスト：小山ゆうじろう

### ゲーム紹介コーナー
- ファミコン神拳（1985年 - 1988年[注釈 43]）
- ファミコン怪盗芸魔団（ファミコンかいとうげ〜まだん）（1989年 - 1992年）
- V-NET（1992年 - 1998年）
- ジャンG堂（ジャンゲどう）（1998年 - 1999年）
- ジャンG塾（ジャンゲじゅく）（1999年 - 2003年?）
- チームG59上!!（チームゲコクジョー）（2003年? - 2011年）
- G人道!!（ゲーにんどう）（2011年 - 2015年)
- 英雄ゲー+（ひーろげーぷらす）（2005年 - 2015年)
  - ジャンプの漫画を原作とするゲームを紹介するコーナー
- WJゲーム特捜班 ジャンG部！（ジャンゲーぶ）（2015年 - ）
- 週刊少年ドラクエ!!（2016年 - ）
  - ドラゴンクエストシリーズのゲームを紹介するコーナー

## 新人漫画家の募集企画
現在行われている企画
- JUMP新世界漫画賞（2017年 - ）
- 手塚賞 - 『ジャンプスクエア』（旧『月刊少年ジャンプ』）と共同募集
  - 赤塚賞 - 同上
- 金未来杯（2004年 - 2005年・2007年 - 2012年・2014年 - 2018年・2020年 - ）
- 原作者・作画家漫画賞 （2025年 - )
- Jスタートダッシュ漫画賞（2018年 - ）
- 学校課題投稿漫画賞（2023年 - ）
- スカウトキャラバン - 毎年10月頃、編集部員が札幌・大阪・名古屋・広島・福岡など全国数都市に出向き、地方在住の志望者達から持込を受け付ける。各地の美術大学などでも単発で実施することがある[182]

上記の企画以外にも、編集部への原稿の直接持ち込みや、COMITIAでの出張編集部への原稿持ち込みも受け付けている。ただし、これらは持ち込んだ原稿を編集者に見てもらい、指導を受ける意味合いが強く、この方法で認められた場合、原稿の訂正等を行い上記の漫画賞へ回されるケースもある。

## 愛読者賞
1973年 - 1983年・1997年に行われた。読者アンケートで選ばれた10人の作家が45ページの読切作品を執筆する。掲載する順番はクジで決める。1位に選ばれた作家は海外旅行のプレゼントがあった。また、1位に選ばれた作品の感想文を募集し、優秀な感想文を書いた読者には、作家と一緒に海外旅行に行けるというイベントも行われていた。
週刊少年ジャンプだけでなく、他誌でプロとして活動している漫画家全てにエントリー資格があるが、基本的にはジャンプ内での人気投票的な色合いが強いため、通常は本誌に執筆している作家が選ばれている。ただし、読者アンケートの性質上、ジャンプとはほとんど接点のない作家が選ばれる場合もあり、過去には水島新司や松本零士、あだち充などの作家がノミネートされている。なお、水島新司とあだち充は、「スケジュールの都合がつかない」という理由からいずれも辞退しているものの、そのためのお詫びのコメントとイラストを寄稿している。
1973年に行われた第1回のノミネート作品は、廃人20面チョ、ロロの旅路、殺陣師二代、どろぼう源さん、ダンダラ新選組、ふたごのチンパンジー、海野球ビキニ軍、せんせい、わが命をみつめて、嵐の海まっただ中、(掲載順)の10作品であった。
1974年に行われた第2回のノミネート作品は、にいちゃん、おっ母、ぼくはチャンピイ、愛すれどせつなく、怪人ゲジゲジ魔王、ルーキー悪太郎、真夜中の戦士、硬派山崎銀次郎、モウちゃんは強かった!、ウンコールワット、(掲載順)の10作品であった。
1975年に行われた第3回のノミネート作品は、白い夏の日、バカチョンくんの冒険、どすこい鬼が島、とうちゃん、悪たれ騎士道、毛毛一髪!、さようなら、ふたりぼっち、低俗天使、ガキトピア、(掲載順)の10作品であった。
1976年に行われた第4回のノミネート作品は、スーパータヌキマン、愛の疾走、BIG-GUN、女賊ふろとかげ、カッパがでてきた日、四谷快談、ゼロ戦岬、新幹線パニック、ゴリラの大將、ウジャバランド、(掲載順)の10作品であった。
1977年に行われた第5回のノミネート作品は、最後の狙撃兵、ともだち、リングで勝て!、追跡25,000マイル、アニマルランド、東京の青い空、誓いのチェッカー、ファイヤーズ奮戦す!、ファンタじい、モウちゃんはがんばった(掲載順)の10作品であった。

## イベント
- ジャンプフェスタ
- ジャンプ検定
- ジャンプアニメカーニバル
- ジャンプ・アニメツアー

## 日本国外の少年ジャンプ
2021年現在、『少年ジャンプ』は日本国外でも発行され、「ONE PIECE」・「僕のヒーローアカデミア」・「呪術廻戦」・「ブラッククローバー」などの人気作が翻訳されている。
BANZAI!
カールセン出版社よりドイツで発行（2001年10月 - 2005年12月）。公式サイト（ドイツ語）
SHONEN JUMP Magazine
VIZ Media（旧VIZ Communications）よりアメリカで発行。
2002年11月26日創刊、2012年3月書籍出版終了 公式サイト（英語）。電子書籍『WEEKLY SHONEN JUMP ALPHA』を2012年1月30日より創刊。
宝島少年
東立出版社より台湾で発行。1992年9月19日創刊。2014年2月現在、台湾で最も人気のある漫画雑誌である。
もう一つの『少年ジャンプ』台湾バージョンとして『熱鬥少年TOP』（大然出版社）があったが、2003年5月、集英社は大然出版社との出版契約を解約し、『宝島少年』に一本化した。
漫画行
翻訳漫画より中国で発行。2014年2月創刊。隔週刊。

## 週刊少年ジャンプ事件史

### 打ち切り・回収
漫画表現の過激さや作者の不祥事により連載作品が打ち切りに至ったり、本誌が回収されたケースがある。それらの原因となった作品とそれぞれの詳細について以下に示す。

#### 『私立極道高校』実在学校無断掲載事件
「私立極道高校」（宮下あきら）が問題となった事件。
滋賀県湖東地方にある実在の5つの中学校名と校章、4名の卒業生の名前や校章を無断で作品内に掲載して滋賀県近江八幡市、八日市市、蒲生郡安土町の教育委員会と各校から抗議を受けた。宮下のアシスタントがそのうちの1つの中学校の卒業生であり、友人の名前を無断借用したという。この中学校は被差別部落民が多く通う学校であった。1980年1月29日発行の第9号が回収された。また、翌週の第10号は滋賀、京都、岐阜では修正したものを販売することとなった。
この騒動を受けて、「私立極道高校」は第11号で打ち切りとなった。ストーリーは41話まで連載され、単行本は読み切り版の1話と連載最初の6話を収録した1巻が発売されていたが、事件がきっかけで絶版となる。なお、回収に協力した人には、アドレス帳が送られた。
宮下はしばらくの謹慎期間を経て「激!!極虎一家」で連載復帰。「激!!極虎一家」には「私立極道高校」のキャラクターが多数登場している。また、連載から32年後の2012年には、問題となった箇所を修正し、書き下ろしを追加した単行本が「復活版」として刊行されている。

#### 『燃える!お兄さん』職業差別事件
1990年第45号の「燃える!お兄さん」（佐藤正）が問題となった事件。
主人公国宝憲一の担任教諭、早見姿郎が仕事上の失敗から担任を外されて用務員をすることになり、また、校長も「用務員‘‘でも”やってくれ」と用務員の職務を教員の職務よりも低くみなし侮蔑するような発言も見られる。早見自身も「なんで俺が用務員‘‘なんか”」という発言をしている。用務員になった早見に対して憲一が「先生ではなく用務員になったのだから何をしても構わない」という理屈の元に、「ただの働くおっさん」「先生じゃなきゃタダの人だからなにをいってもかまわない」「バカ職員」などと侮辱し、早見にやりたい放題するという内容だった（その後、早見がさらに過激な方法で反撃し、最後は憲一がこき使われるオチとなる）。
この号が発売された直後、用務員が加入する労働組合（主に自治労）や読者から「用務員を馬鹿にしている」などの抗議が殺到した。自治労大阪府本部が「学校用務員に対し、本コミックは全編において用務員の仕事と存在を否定しており、全国の用務員及びその家族に侮辱を与えている」と抗議し、
1. この作品に対する社の見解の提示
2. 当該号の回収
3. 誌上での謝罪及び全国紙五紙への謝罪広告の掲載
4. 連載の中止
5. 社の人権・差別問題への認識、取り組みについて明らかにする

の5項目を要求。自治労本部、大阪府本部の現場指導者8名、出版社側5名で確認会の場が設けられ、比較的冷静に会は進行するも途中、日教組が抗議に加わり、さらに東京法務局人権擁護部からの事情聴取、マスコミの取材攻勢が続いたため、事態を重く見た本誌編集部側は幾度かの協議の結果、
1. 正式文書による謝罪
2. 謝罪文の本誌掲載と回収の呼びかけ
3. 連載は続行するが当該作品は単行本に収めない
4. 全国紙一紙の自社広告の一部を使って「お詫び」の掲載
5. 社内研修会の開催
6. 関西での懇親会開催

の6点を出版社側が提示して合意に至る。
掲載号を集英社に郵送すると、引き換えとして本誌のマークが入ったシャープペンシルが貰えた。回収を行った処置費用は約1億円、回収した部数は約8万部で、本社ビルの地下2階、3階が当該号で埋め尽くされた。
なお、その後作中では早見はしばらく登場しなくなり、後に他の学校の教諭として再登場し、用務員への職種変更はなかったものとされた。その事情は作中の登場人物によって「謎の転勤」と説明された。

#### 『世紀末リーダー伝 たけし!』作者逮捕事件
2002年8月7日、「世紀末リーダー伝たけし!」の作者の島袋光年が児童買春禁止法違反で逮捕された事件。
この事件を受け「世紀末リーダー伝たけし!」は打ち切られ、単行本は発売中止となる。また、本誌では1ページを使い編集部からの謝罪文が掲載された。その後、島袋は自粛期間を経て『スーパージャンプ』で復帰。「たけし」単行本も「ワイド判」として再刊し、完結まで連載した。

#### 『アクタージュ act-age』原作者逮捕事件
2020年8月8日、『アクタージュ act-age』の原作者のマツキタツヤ（本名：松木達哉）が強制わいせつ罪で逮捕された事件。マツキは概ね容疑を認めていた。
マツキの不祥事を受けて作画担当の宇佐崎しろとの話し合いの結果、継続が困難の為、そのまま連載終了することを翌日に発表した。
その後、単行本は13巻以降の発売を中止し、既刊が無期限の出荷停止 となることが発表され、事実上の絶版となり、企画進行中だった舞台版およびオーディションによる主役選考も中止された。

### 脅迫被害・著作権侵害

#### 『黒子のバスケ』脅迫事件
「黒子のバスケ」（藤巻忠俊）の関係者らが脅迫された事件。
2012年10月以降、「怪人801面相」などを名乗る人物から、藤巻や「黒子のバスケ」の関係者・関係団体などに殺害を予告する脅迫状などが届き、一部ではイベントや販売の自粛も見られた。2013年12月15日、犯人が逮捕されたため終息した。

#### ネタバレサイトへの対応
2017年9月、熊本県警察、秋田県警察、鳥取県警察は雑誌発売前の「ONE PIECE」などの漫画作品に掲載された絵、台詞、あらすじなどをネタバレサイトを通じて無断配信し、多額の広告収益を得ていた管理者を著作権法違反（公衆送信権侵害、出版権侵害）の疑いで逮捕したと発表した。漫画ネタバレサイトの検挙はこれが初の事例。

### その他

#### 『僕のヒーローアカデミア』志賀丸太事件
2020年2月3日、2020年10号掲載の「僕のヒーローアカデミア」にてヴィラン連合に関わる医師の名前が「志賀丸太」と明かされたことで、「丸太」が日本軍の731部隊で人体実験に使われた人間を示す「マルタ」を想起するとして、中国のSNS上や韓国人を名乗るツイッターユーザーや韓国語による歴史問題に関する抗議が殺到した。編集部と作者の堀越耕平は歴史問題に絡める意図はなかったと釈明し、単行本ではキャラクター名を変更するとして謝罪した。ITジャーナリストの篠原修司は、韓国語に翻訳された当該号が1月31日に違法アップロードされていたことを確認したと述べている。

#### 「少年の心」論争
2019年11月の大学での業界説明会において、「女性はジャンプ漫画の編集にはなれませんか？」という質問に対し、集英社の人事部が「週刊少年ジャンプの編集には『少年の心』が分かる人でないと」と説明した。これを受け、ジェンダー差別や表現の自由の観点から論争となった。これに対し集英社は、「少年ジャンプ＋」や「ヤングジャンプ」では女性編集者が配属された前例があるとし、「女性ファッション誌の編集部であれば、性別関係なく女性のおしゃれ心を理解できることが必要ですし、少年マンガであれば少年の心がわかることが大切でしょう」と説明している。一方で、「週刊少年ジャンプ」の編集者に女性がなれるかどうかについては明言がなかった。

#### 海賊版流通事件
2022年4月、鳥山明の劇画「ドラゴンボール」の第1話が掲載され、現在でも正規品が高値でコレクターに取引されている1984年51号（同12月3日号）を、著作権者に無断で複製されたもの（海賊版）を出品した墨田区在住の男（当時50歳）が、石川県の30代の男性に対し、約18万円で取引・販売したとして、同年11月津幡警察署に逮捕された。しかもその無断複製はすべてが正規品と同内容であり、懸賞応募用のアンケート葉書も差し込まれていた。
集英社は、この事件を受けて、正規品は1994年10号（同2月21日号）まではホッチキスを使用して製本していたが、無断海賊版は糊付けの製本であり、ホッチキスが使われていないとして、「悪質な著作権侵害は刑事・民事の両面で厳しく対応しており、コピー商品を購入された場合は、集英社としても返品・交換・真贋鑑定は致しかねます」として注意喚起を呼び掛けた。
これ以後も、特に人気作品の長期連載第1回が掲載された号は「レアもの」と呼ばれ、特にマニアの中で高い値で取引される傾向にあり、それを悪用し、国外でそれらを無断複製した海賊版が持ち込まれており、それを販売目的で所持した者が逮捕された例もある。

## 東日本大震災と週刊少年ジャンプ

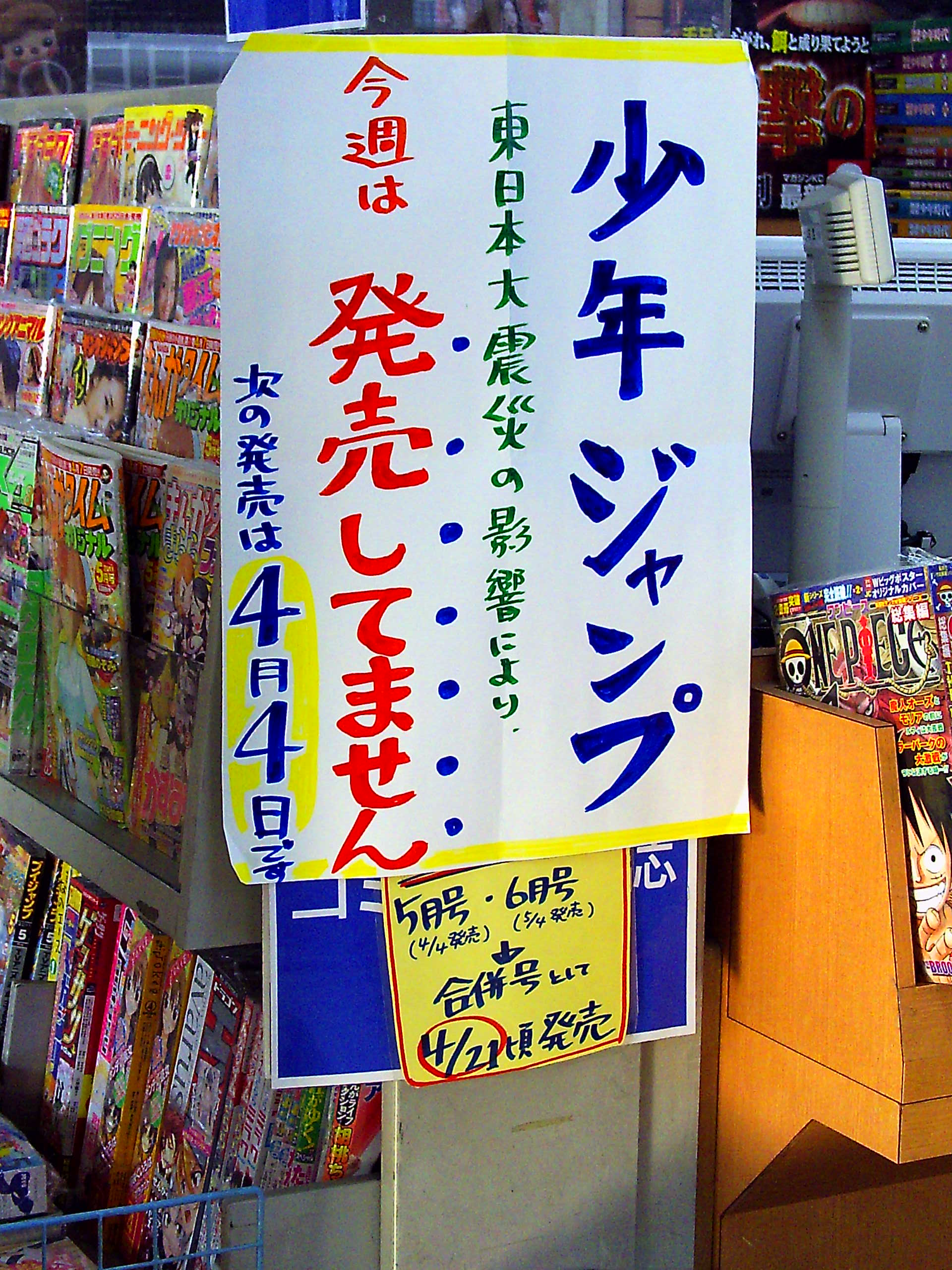
『週刊少年ジャンプ』の臨時休刊を案内する貼り紙（2011年3月、兵庫県尼崎市）

2011年3月11日に発生した東北地方太平洋沖地震（東日本大震災）で印刷工場が被災し、3月14日発売の15号が被災地を中心に大幅な遅れや未配送となったため、緊急措置として3月23日から4月27日までYahoo! JAPAN特設サイトで本誌漫画部分が無料配信された。3月28日発売の17号も地震による資材と輸送燃料の不足の影響を受けて、発売延期となり4月4日に発売された。この延期のため2011年の少年ジャンプは51号までの発行となり、通年週刊化された1970年以降で唯一52号が刊行されない年となった。
物流が混乱している最中、被災地で新刊が入荷未定ながら3月14日に再開した宮城県仙台市青葉区五橋の書店に、山形県まで買出しに行った男性客から3月21日に16号が寄付された。その後、募金箱と共に「少年ジャンプ3/19発売16号 読めます!! 一冊だけあります」との貼り紙を出したところ、停電や未配送により最新刊を読むことが出来ない多数の少年たちが募金して回し読みをした。この出来事が報道されると全国から漫画雑誌約30冊が届き、4月10日の配本再開まで募金と回し読みがされた。このことを知った集英社は、5月に回し読みされた16号を引き取り、額装して編集部に保管した。少年たちの募金約4万円は仙台市教育委員会に贈られ、回し読みされた16号は「あの少年ジャンプ」として、2012年4月22日、第16回手塚治虫文化賞で特別賞を受賞した。

## 復刻版 週刊少年ジャンプ
2017年、翌年に創刊50周年を迎えることを記念して、歴史の中で記念、記録、記憶に残った過去の『ジャンプ』を、内容そのままに復刻したもの。広告も当時の物をそのまま掲載 しているが、諸事情により掲載が見送られているものもあり、また読者アンケートハガキが再録されたページでは郵送先の郵便番号・住所・係名の部分が黒塗りされていたり、懸賞のページでも同様に郵送・問い合わせ先が記載されていた部分が「この懸賞は既に終了しており、現在は行われていません。ご了承ください」といった注意書きに差し替えられたりしている。
パック1
2017年7月15日発売。
創刊号と、最大発行部数653万部を記録した1995年3・4合併号のセット。
パック2
2017年8月12日発売。
『ジョジョの奇妙な冒険』の連載開始号である1987年1・2合併号と、『ONE PIECE』の連載開始号である1997年34号のセット。
パック3
2017年9月16日発売。
『北斗の拳』においてラオウの「わが生涯に一片の悔いなし!!」の台詞が登場した1986年26号と、『ドラゴンボール』において孫悟空の「クリリンのことかーっ!!」の台詞が登場した1991年21･22合併号のセット。

## 関連ゲーム

### コンピュータゲーム
以下に挙げるのは、週刊少年ジャンプをテーマに扱ったコンピュータゲームである。

#### 家庭用ゲーム機向けソフト
| タイトル                          | 対応機種                                  | 発売日                  | 発売元                             |
| --------------------------------- | ----------------------------------------- | ----------------------- | ---------------------------------- |
| ファミコンジャンプ 英雄列伝       | ファミリーコンピュータ                    | 1989年2月25日           | バンダイ                           |
| ファミコンジャンプII 最強の7人    | ファミリーコンピュータ                    | 1991年12月2日           | バンダイ                           |
| バトルスタジアム D.O.N            | PlayStation 2/GC                          | 2006年7月20日           | バンダイナムコゲームス             |
| ジェイスターズ ビクトリーバーサス | PlayStation 3                             | 2014年3月19日           | バンダイナムコゲームス             |
| ジェイスターズ ビクトリーバーサス | PlayStation 4（海外のみ）                 | 2015年6月26日（北米版） | バンダイナムコゲームス             |
| JUMP FORCE（ジャンプフォース）    | PlayStation 4/Xbox One                    | 2019年2月14日           | バンダイナムコエンターテインメント |
| JUMP FORCE（ジャンプフォース）    | Nintendo Switch（デラックスエディション） | 2020年8月27日           | バンダイナムコエンターテインメント |

ニンテンドークラシックミニ ファミリーコンピュータ
2018年7月7日には、ファミリーコンピュータの小型復刻版モデル「ニンテンドークラシックミニ ファミリーコンピュータ」のバリエーションとして、週刊少年ジャンプ創刊50周年を記念し、上記『ファミコンジャンプ』2作を含む連載作品を原作としたゲーム及び編集部が制作に関わった『ドラゴンクエスト』など20作品を収録した「ニンテンドークラシックミニ ファミリーコンピュータ週刊少年ジャンプ50周年記念バージョン」が発売されている。

#### 携帯ゲーム機向けソフト
| タイトル                          | 対応機種       | 発売日         | 発売元                 |
| --------------------------------- | -------------- | -------------- | ---------------------- |
| カルトジャンプ                    | ゲームボーイ   | 1993年9月10日  | バンダイ               |
| ジャンプスーパースターズ          | ニンテンドーDS | 2005年8月8日   | 任天堂                 |
| ジャンプアルティメットスターズ    | ニンテンドーDS | 2006年11月23日 | 任天堂                 |
| ジェイスターズ ビクトリーバーサス | PS Vita        | 2014年3月19日  | バンダイナムコゲームス |

#### その他のゲーム媒体
スマートフォン向けゲーム
日本未配信のものも含む。
| タイトル                                    | 配信開始日                        | 配信終了日    | 配信元                             |
| ------------------------------------------- | --------------------------------- | ------------- | ---------------------------------- |
| 週刊少年ジャンプ オレコレクション!          | 2017年7月6日                      | 2020年9月30日 | バンダイナムコエンターテインメント |
| ジャンプチ ヒーローズ                       | 2018年3月28日                     | 2024年3月27日 | LINE                               |
| 週刊少年ジャンプ 実況ジャンジャンスタジアム | 2018年8月2日                      | 2019年8月26日 | コナミデジタルエンタテインメント   |
| JUMP:Assemble                               | 2024年1月31日(台湾・香港・マカオ) |               | DeNA                               |

### ボードゲーム
- 週刊少年ジャンプ 人生ゲーム[218]（タカラトミー、2018年7月28日）